# 日本美術史
日本美術史（にほんびじゅつし）は、日本の美術の流れ、様式の変遷、各時代の代表的な作品や作家の研究、相互の影響関係、作品や作家を生んだ時代背景（政治、経済、信仰、風俗、社会、文学などとの関連）などについて述べたもの、またはそうした分野を研究する学問のこと。
本項では日本美術史の概観を述べるにとどめ、各時代の美術についてはそれぞれ別項目を設けて詳説する（予定）。

## 概論

### 「日本美術史」の始まり
「美術」という用語は、1873年（明治6年）、日本政府がウィーン万国博覧会へ参加するに当たり、出品分類についてドイツ語の Kunstgewerbe および Bildende Kunst の訳語として「美術」を採用したのが初出とされる（山本五郎『意匠説』：全文は近代デジタルライブラリ所収）。すなわち「墺国維納府博覧会出品心得」の第二ケ条（展覧会品ハ左ノ二十六類ニ別ツ）第二十二区に「美術（西洋ニテ音楽、画学、像ヲ作ル術、詩学等ヲ美術ト云フ）（後略）」と記される。あるいは西周（啓蒙家）が1872年（1878年説もあり）『美妙学説』で英語のファインアート（fine arts）の訳語として採用した（「哲学ノ一種ニ美妙学ト云アリ、是所謂美術（ハインアート）ト相通シテ（後略）」とある） もっとも、この当時の「美術」には詩や音楽なども含まれ、現代日本語の「芸術」に近い語義であった。「美術」という単語自体が明治時代案出の訳語であり、西洋の概念を日本に当てはめたものであった以上、「日本美術」あるいは「日本美術史」という概念もそれ以前の時代には存在しなかった。「美術館」「美術家」「美術史」などの語も当然明治時代以降に使用されるようになったものである。「美術館」という名称は1877年（明治10年）に東京・上野で開催された第1回内国勧業博覧会の陳列館の名称として使用されたのが初出である。1889年（明治22年）に開校した東京美術学校（現・東京芸術大学美術学部）では「美学及び美術史」が開講され、この頃から「美術史」の語は現代と同様の意味で使用されている。1900年（明治33年）には日本初の美術史本と目される『稿本日本帝国美術略史』が刊行された（近代デジタルライブラリーに全文あり）。

### 日本美術史の扱う範囲
日本列島の地域で制作・享受された美術をその範囲とすると考えるのが一般的である。主に北海道に住み、特有の文化をもつアイヌの人々の美術や、現代の沖縄県に当たる琉球の美術については、いわゆる日本美術史とは別の文脈で論じられることがある。もっとも、20世紀以降の美術については、作者がもっぱら海外で制作していたり、国境を越えて幅広く活動していることが多く、上記の考え方は必ずしも該当しない。
次に、ジャンルの面でどこまでを「美術史」で扱うかという点であるが、日本美術においては、絵画、彫刻と並んで工芸品の占める位置が非常に大きく、金工、漆工、染織、陶磁などの分野を抜きにして美術史を語ることは妥当でない。刀剣・武具も日本美術の伝統を考える上で軽視できない存在であり、「武士の魂」と称され神聖視されている刀剣はその外装や小道具のみならず、刀身自体が美的鑑賞の対象となっている。中国の場合と同様、「書」も重要なジャンルであり、「詩書画三絶」という言葉が示すように、水墨画などでは1つの作品に詩、書、絵画が表され、これらは不可分のものとして鑑賞された。この他、「日本美術史」という場合には、建築や庭園についても併せて論じるのが一般的である。
なお、近代以降については、写真、グラフィックアートなど、現代（第二次世界大戦以降）においては（日本に限った現象ではないが）、パフォーマンス、ハプニング、ビデオアート、ランドアート、コンセプチュアル・アートなど、様々な表現形態が「美術」の文脈で語られ、「美術」とそうでないものとの差異は次第にあいまいになってきている。

### 日本美術の位置付けと特色
日本の美術は、古代以来、中国・朝鮮半島からの影響が大きいが、平安時代の国風文化を初め、日本独自の展開も見られる。近世初期に宣教師らが日本を訪れ、一部に西洋美術が知られるようになったが、その影響は局所的であった。ただし、江戸時代の美術にオランダ絵画の影響を指摘する研究者もいる。明治時代になると、近代化=西洋化が国家目標になり、美術分野でもお雇い外国人による指導が行われ、芸術の本場と考えられたフランスへ留学する者もいた。洋画の技法が習得される一方、伝統への志向が生れ「日本画」が誕生した。一方、海外において日本美術の装飾性が注目され、ジャポニスムがブームとなり、印象派やアール・ヌーヴォーへの刺激を与えた。
日本美術は、広い視野で見れば、アジア美術の一環であり、インド、中国を含む仏教圏の美術と見なすこともできる。日本の美術は、縄文時代を例外として、常に外国（近世以前は主に中国、近代以降は主に西洋）の影響を強く受けつつ、独自の様式を発達させてきた。日本美術の流れを理解するには、常に中国や朝鮮半島の美術史と対比して考えねばならず、日本の美術が日本人のみの手によって自律的に発達したものと考えることは誤りだが、日本美術を中国美術の亜流と見なすことも同様に誤りといえよう。
欧米の大美術館の多くに日本美術ギャラリーがあり、「日本美術」は独自の様式をもった美術として認識されていることが分かる。ただし、ニューヨークのメトロポリタン美術館やロンドンの大英博物館の日本ギャラリーは、中国美術やエジプト美術のギャラリーに比べて規模も小さく、開設時期も比較的新しいということは事実である。
以下、主に絵画・彫刻・工芸・建築の各分野について記述する。

## 先史時代

### 縄文時代

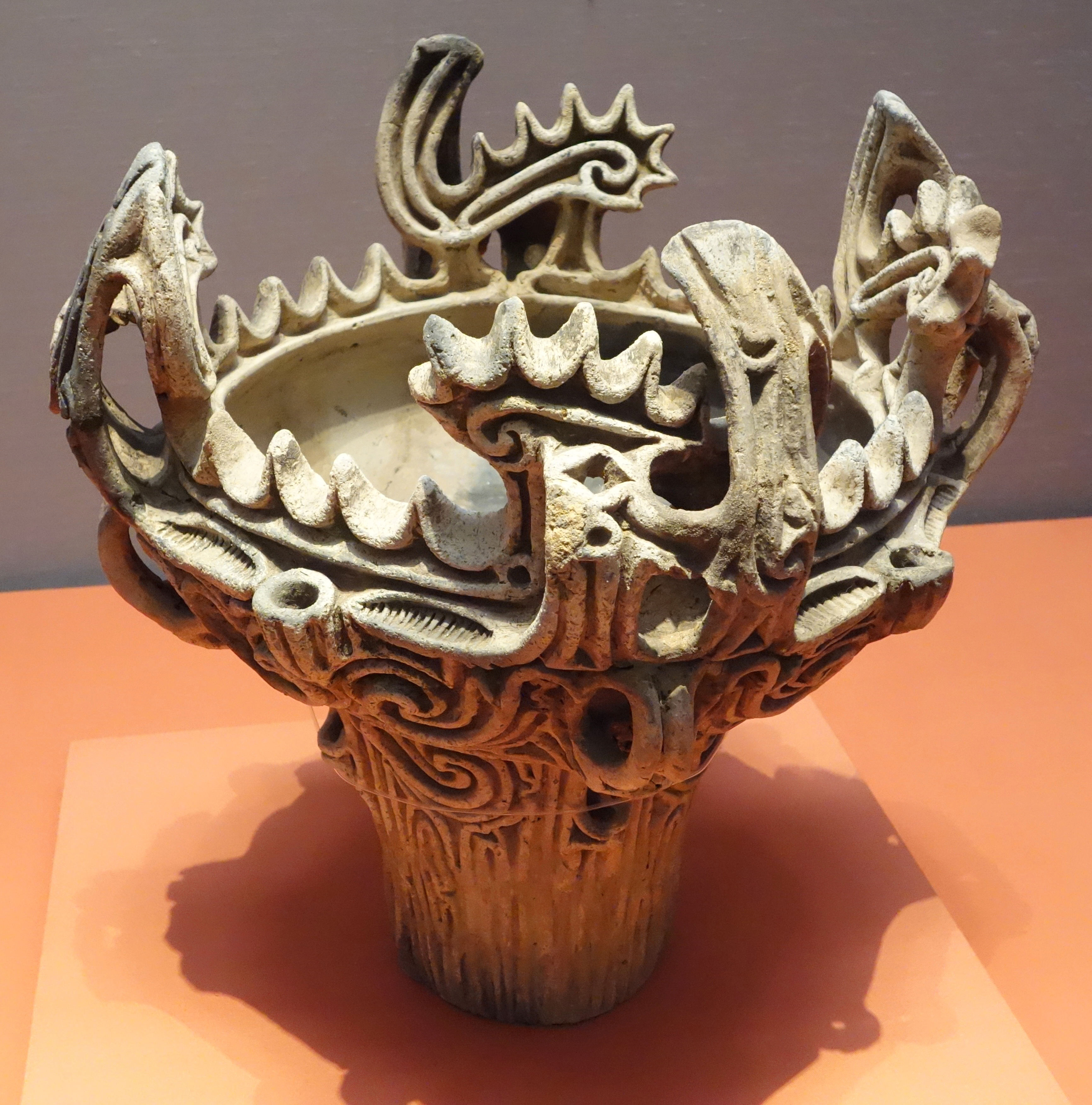
火焔土器 馬高遺跡出土

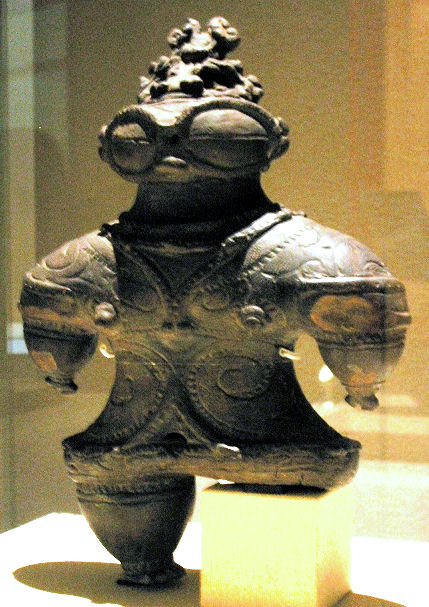
遮光器型土偶・亀ヶ岡遺跡出土

日本列島にも旧石器文化が存在したことは、岩宿遺跡（群馬県）を初め、各地での発掘調査の結果から明らかとなっているが、日本の旧石器文化の遺物には造形芸術と呼ぶべきものはほとんど存在しない。現代人の考える「美術」に該当する遺物が出現するのは新石器文化に相当する縄文時代からである。縄文時代は日本列島の美術が外部からの影響や情報にさらされず、独自の発展をとげた唯一の時代である。この時代、人々は主に狩猟、漁労、採集によって生活していたが、三内丸山遺跡（青森県）などの発掘調査結果によると、この時代既に栽培農耕が行われ、人々は豊かな食生活をしていたことが明らかになり、時代観も変わりつつある。縄文時代は出土する土器の様式編年から草創期、早期、前期、中期、後期、晩期の6期に区分されている。草創期の土器は、放射線炭素による年代測定で今から約16,500年前（暦年較正年代法による。従来の放射性炭素測定年代では約13,000年前から。）にさかのぼるとされている。その年代については議論が存在するが、現在のところ、これは世界規模で見ても最古の土器ということになる。
木製品や繊維製品などの有機遺物は土中で遺存しにくいため、この時代の出土遺物は土器・土偶を初めとする土製品、石器などの石製品、骨角製品が中心となる。この内、造形表現が豊かで時代の変遷を最もよく示す遺物が土器である。土器は時代や地域によって様式にかなりの相違があり、多くの形式に区分されているが、全般的な特色として言えることは、いわゆる縄文（縄紋とも書く）を初めとした各種文様で器面を加飾し、祭祀用途の強い器種は容器としての機能性に因われない華美な装飾が施される。
縄文は、棒に撚り紐を様々な形に巻き付けた施文具を焼成前の器面に押し当て、転がすことによって生ずるもので、紐の巻き付け方によって様々な土器文様が生まれる。この他、竹管、貝殻などを施文具とした文様、粘土紐の貼り付け、刻線など様々な手段を用いて器面装飾が施されている。草創期の土器は、豆粒文、爪型文などと称される素朴な装飾を施したものが多い。中期は縄文時代特有の造形がピークに達する時期で、土器、土偶ともに装飾過多とも思える程のダイナミックな造形が見られる。中部地方の勝坂式土器、新潟県で出土する馬高式土器などがその代表的なものである。特に後者はいわゆる火焔式土器と称されるもので、口縁部には鶏冠ないし王冠を思わせる複雑な形状の装飾を付し、器面にも粘土紐の貼り付けで複雑な文様を表している。後期から晩期にかけては、施した縄文の一部を磨り消して平滑にし、「地」と「文様」の区別を鮮明にした「磨消縄文」が現れる。器形や装飾も中期の呪術的で装飾過剰なものから次第に洗練されたものになり、製作者の美意識の変化が窺われる。晩期の土器は用途に応じて器種・器形も変化に富み、現代の急須と同形の土器などもある。
土偶もこの時期に特有の遺物である。ハート形土偶、ミミズク形土偶、遮光器形土偶などと通称される様々な形態のものがあり、土器に土偶装飾が施された人面装飾付土器も見られる。土偶は現実の人体の比例とは全く異った姿に表され、辛うじて人物像と認識できる段階までデフォルメされたものが多く、独特の造形感覚で作られている。様々な呪術的意図をもって製作されたものと考えられているが、妊娠した女性や女神を表現した土偶などは豊穣祈願の意図をもって作られたものであると考えられている。
- 縄文土器
  - 新潟県笹山遺跡出土品（十日町市所有）－火焔土器など57点が国宝に指定。
- 土偶
  - 長野県棚畑遺跡出土土偶（茅野市所有）通称「縄文のビーナス」
- 著名な遺跡
  - 三内丸山遺跡（青森県）、是川遺跡（青森県）、夏島貝塚（神奈川県）、鳥浜貝塚（福井県）など

### 弥生時代
初期農耕文化の時代であり、おおよそ紀元前3世紀から紀元後3世紀頃までの期間を指す。前代との大きな相違は、日本列島の文化が外来の文化や技術の影響を受けるようになったことであり、稲作農耕と金属器が中国大陸からもたらされ、文化は新たな時代に入った。
文明の進化に伴い、支配者と被支配者が分化したのもこの時期である。日本列島は未だ先史時代であり、この時代の歴史は同時代の中国の史書によって間接的に知る他ない。この時代の土器は、前時代のものに比して器形も洗練され、装飾も控えめな弥生土器となる。1万年以上続いた縄文時代に比して、弥生時代は期間的には数百年に過ぎないが、出土品の形式編年から前期・中期・後期に分けられている。
この時代の土器は1874年（明治17年）に帝国大学（現・東京大学）の隣地の向ヶ岡弥生町（現・東京都文京区弥生）から出土した壺形土器が学史的には最初の出土例とされている。出土地名をとって「弥生式土器」（後の弥生土器）の名称が定着し、それが時代名ともなった。弥生土器は地理的に中国大陸や朝鮮半島に近い北部九州で最初に出現したもので、他の地方でも縄文土器に代わって製作されるようになり、北海道を除く日本全国に分布している。
縄文土器に見られた過剰な装飾は影を潜め、弥生土器は器形、文様ともに温和で洗練されたものが多く見られるようになった。土器の中には口縁部に人面を表したものもあるが、一般にこの時代には具象的な人物表現は稀で、前代に盛んに作られた土偶もこの時代にはほとんど姿を消している。
土器以外の出土品としては青銅器、鉄器などの金属器、石製品、骨角製品、貝製品などがある。青銅器には銅剣、銅鉾、銅戈（どうか）、銅鐸、銅鏡などがある。この内、時代を象徴する代表的遺物と目されるのは銅鐸であろう。銅鐸は後世の釣鐘を扁平に圧し潰したような器形で、その祖形は朝鮮半島にあったと推定されるが、日本で独自に発達をとげた銅器である。内部に舌（ぜつ）をもつ個体があることから、その原型は打ち鳴らす楽器であったと思われるが、次第に形式化し、祭器となったものと思われる。基本的形状はどの個体も同様だが、大きさや表面の装飾にはバラエティがあり、表面に素朴な絵画表現の見られるものもある。製作当初は金色に輝き、所有者の富と威厳を誇示する役割があったものと想像される。銅剣等も武器としての本来の用途から離れ、祭器化したものと思われる。
- 弥生土器
- 銅鐸
  - 伝・香川県出土銅鐸（東京国立博物館、国宝）、神戸市桜ヶ丘出土銅鐸（神戸市立博物館、国宝）などが著名。
- 著名な遺跡
  - 登呂遺跡（静岡県）、唐古・鍵遺跡（奈良県）、荒神谷遺跡（島根県）、吉野ヶ里遺跡（佐賀県）など

### 古墳時代

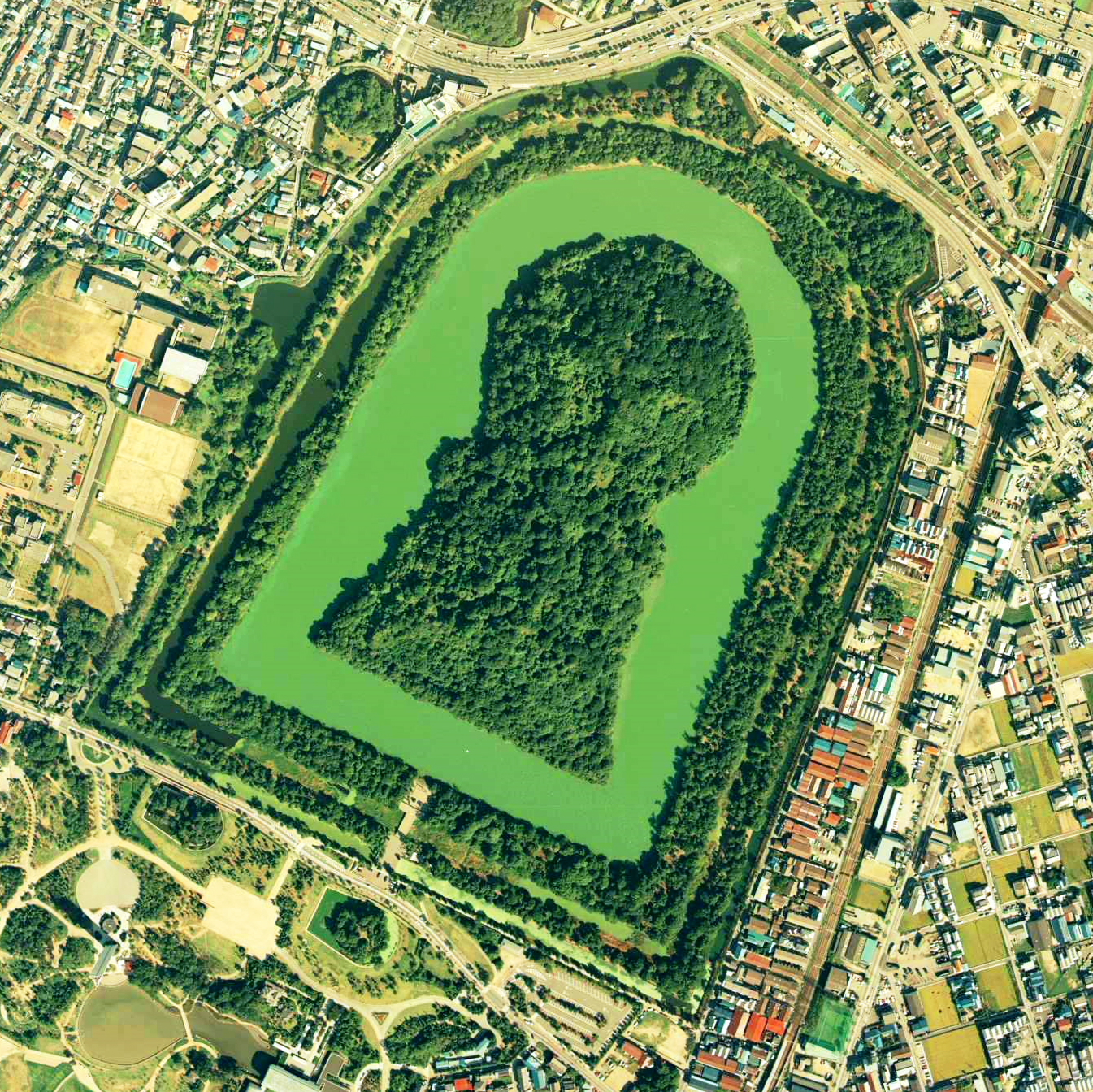
仁徳天皇陵とされる「大山古墳」

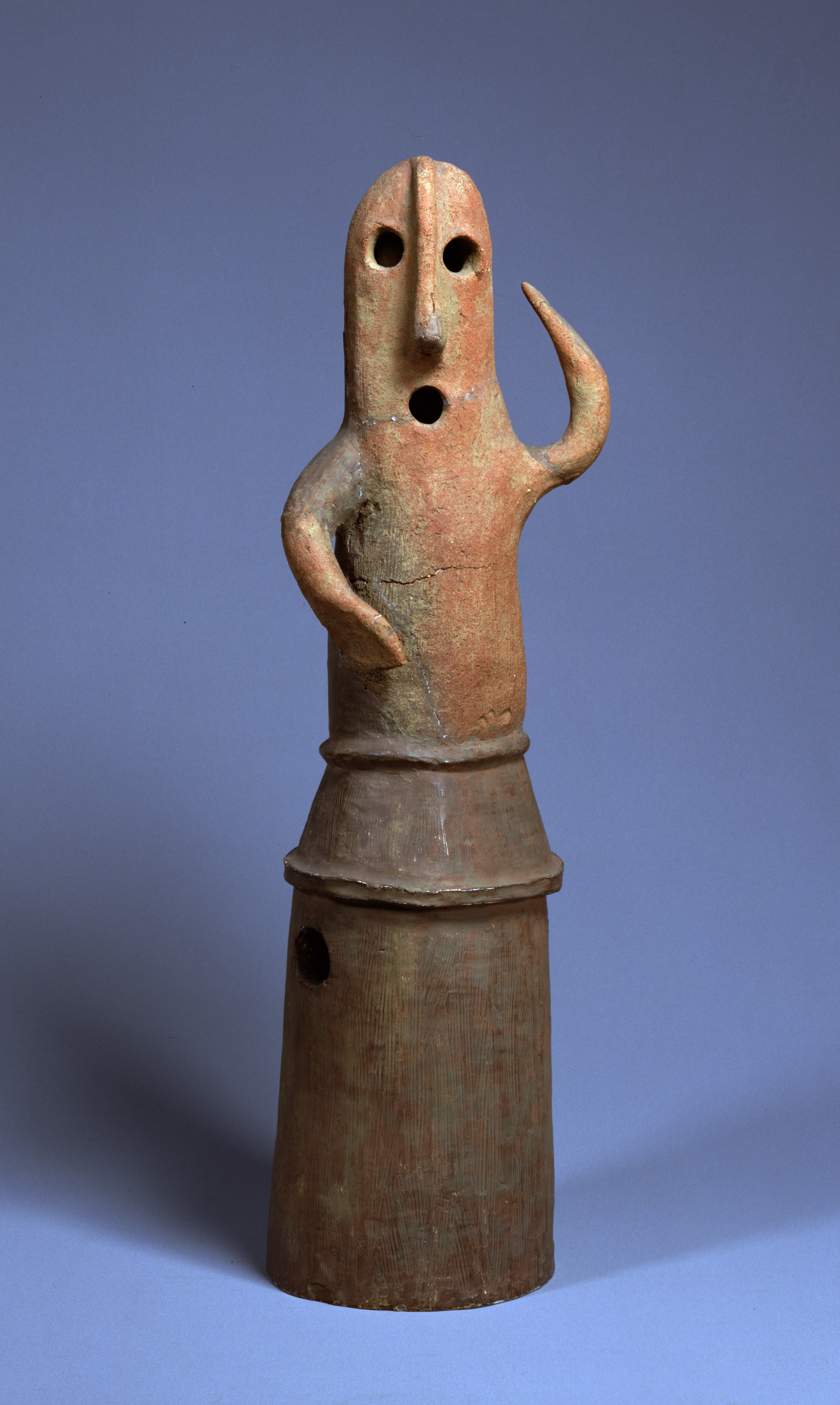
埴輪

おおよそ3世紀後半から6世紀半ば頃までの期間を指す。多数の小国家に分かれていた日本には、この頃から強大な権力をもった王権が成立する。この時代を代表する遺物は、時代の名称にもなっている古墳、その中でも前方後円墳である。既に弥生時代から西日本を中心に墳丘墓が営まれていたが、3世紀後半頃から大和盆地を中心に前方後円墳と称される日本独特の形式の大規模な墳墓が営まれるようになった。奈良県桜井市の箸墓（はしはか）古墳は最初期の古墳と言われている。こうした大規模な土木工事が可能になったということは、技術の発達と共に、多くの労働力を使えるだけの権力をもち、広範囲に支配を広げた王権の成立を意味する。5世紀には大阪平野を中心にさらに大規模な前方後円墳が営まれた。大阪府堺市の大仙古墳（伝・仁徳天皇陵）はその典型的な例である。古墳は7世紀に入っても築造され、地方によっては8世紀まで造られているが、仏教公伝の年とされる538年頃を境に、それ以後を飛鳥時代、以前を古墳時代と呼んでいる。
この時代の出土品には馬具、刀装具などの精巧な金属製品があり、そのほか土器・土製品、石製品、玉類、刀剣などが多く出土する。その中で、この時代を特徴づける出土品は埴輪であろう。埴輪は古墳の墳丘の周囲に立てられた素焼きの土製品で、具象的な形体を表さない円筒埴輪から始まり、やがて鳥形埴輪が登場、鳥以外の動物埴輪、人物埴輪がこれに続く。動物埴輪には犬、猪、牛、鶏、馬具を付けた馬などの出土例があり、人物埴輪には甲冑を付けた武人像、巫女、農民など様々な階層や立場の人物が表現されている。これらは、製法上の制約から、形体は単純で、人物の顔貌表現は横長の穴を開けることによって両眼と口を表現したものがほとんどである。素朴な表現と単純な技法ながら、人物の表情を巧みにとらえ、芸術的に高く評価される作品が多い。武人埴輪の中には、当時の刀剣や甲冑を忠実に表現した入念作もある。埴輪は、当時の人々の服装、髪型、化粧など生活の実態を具体的に知ることのできる視覚情報を提供してくれるという点でも、学術的に貴重な資料である。
- 埴輪
  - 武装男子埴輪（群馬県太田市出土、国宝）、「踊る埴輪」（埼玉県出土）などが著名。
- 古墳
  - 前方後円墳
    - 大仙陵古墳（伝・仁徳天皇陵）

  - 装飾古墳
    - 王塚古墳
    - チブサン古墳
    - 珍敷塚古墳
    - 竹原古墳

## 古代・中古

### 飛鳥時代

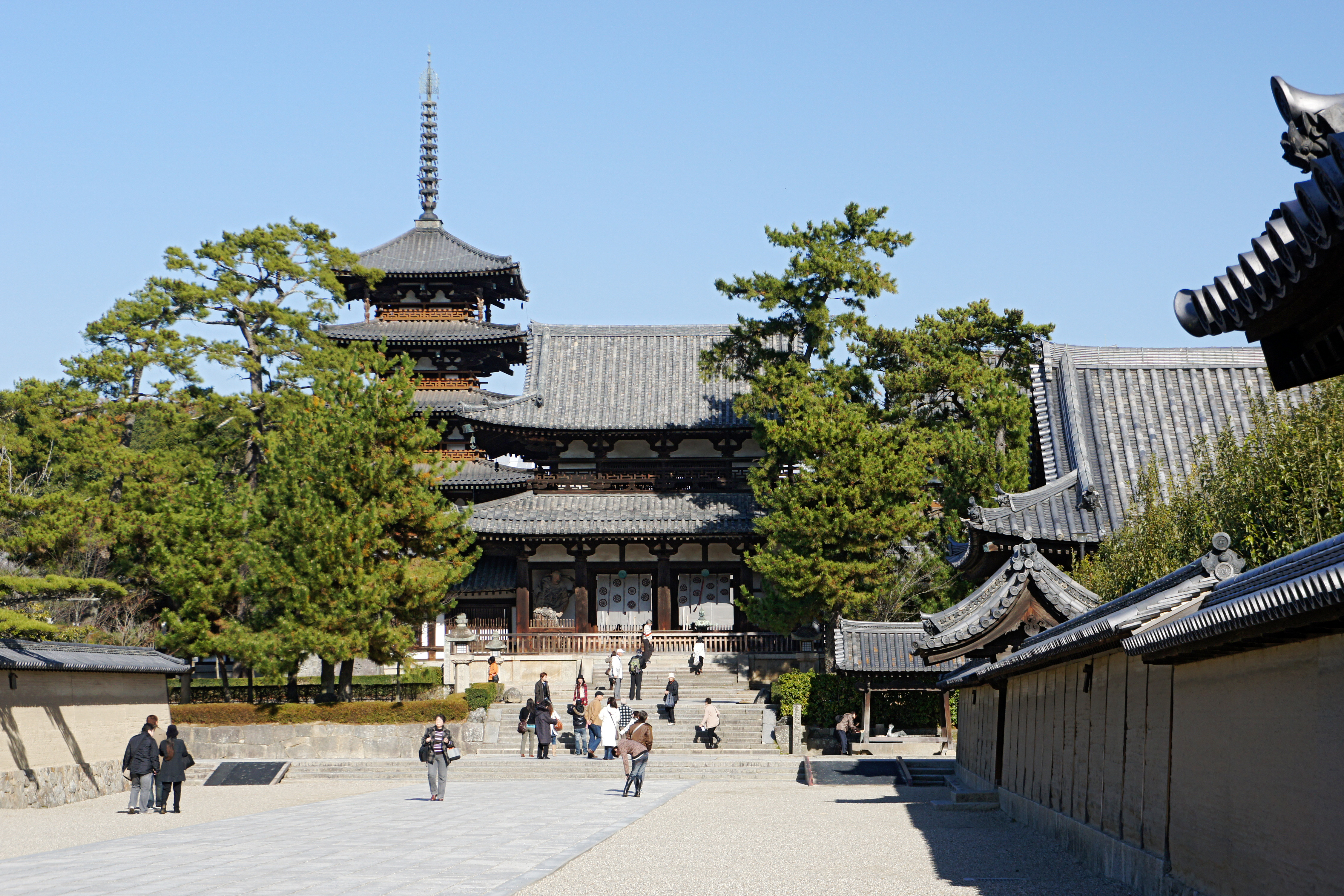
法隆寺西院伽藍。飛鳥様式の建築だが、実際の建立は7世紀末

美術史上の飛鳥時代は、6世紀半ば、日本へ仏教が公式に伝来した時期から、7世紀後半の天智天皇の治世辺りまでを指す。この時代に入っても古墳の造営は引き続き行われているが、一応、仏教公伝の時期をもって古墳時代と区切っている。飛鳥時代の終期については、政治史上の区分では710年の平城遷都の年とするのが通常である。美術史上の区分でも710年までを飛鳥時代とする場合もあるが、法隆寺が火災で炎上した（『日本書紀』による）670年、ないし天武天皇即位の673年辺りを始期として、以後平城遷都までの期間は「白鳳時代」または「奈良時代前期」として別の時代と見るのが通例となっている。
この時代は、日本が初めて外来の宗教である仏教を受け入れ、その後の文化の下地を作ったという点で重要な時期である。仏教が百済経由で日本へ公式にもたらされた（仏教公伝）時期については、公式の史書である『日本書紀』には552年、『上宮聖徳法王帝説』や『元興寺縁起』には538年とあるが、今日では後者の538年を仏教公伝の年とするのが定説である。仏教の受容をめぐっては有力氏族である蘇我氏（崇仏派）と物部氏（排仏派）の間に対立があり、ついには武力抗争に突入するが、結果は崇仏派の蘇我氏が勝利した。6世紀末には日本最初の本格的仏教寺院である法興寺（飛鳥寺）の建設が蘇我氏によって始められた。用明天皇の皇子である厩戸皇子（聖徳太子の名で広く知られる）は、仏教に深く帰依し、6世紀末に四天王寺、7世紀初めに法隆寺を建立した。聖徳太子は日本における仏教興隆の祖として神格化され、日本の仏教寺院では宗派を問わず崇拝の対象となっている。法隆寺の西院伽藍は現存する世界最古の木造建築として著名だが、『日本書紀』によれば、法隆寺は670年に一度焼亡しており、現存する同寺の伽藍はその後（7世紀末頃）の再建であることは発掘調査の結果等からも定説となっている。
- 彫刻
  - 銅造釈迦三尊像（法隆寺金堂、止利作）
  - 木造観音菩薩立像（法隆寺、百済観音）
  - 木造観音菩薩立像（法隆寺夢殿、救世観音）
  - 木造弥勒菩薩半跏思惟像（広隆寺、半島からの渡来像とも）
- 工芸
  - 玉虫厨子（法隆寺）、天寿国繡帳（中宮寺）
- 建築
  - 当代の遺品なし（法隆寺西院伽藍は飛鳥時代様式だが7世紀後半の再建）

### 奈良時代

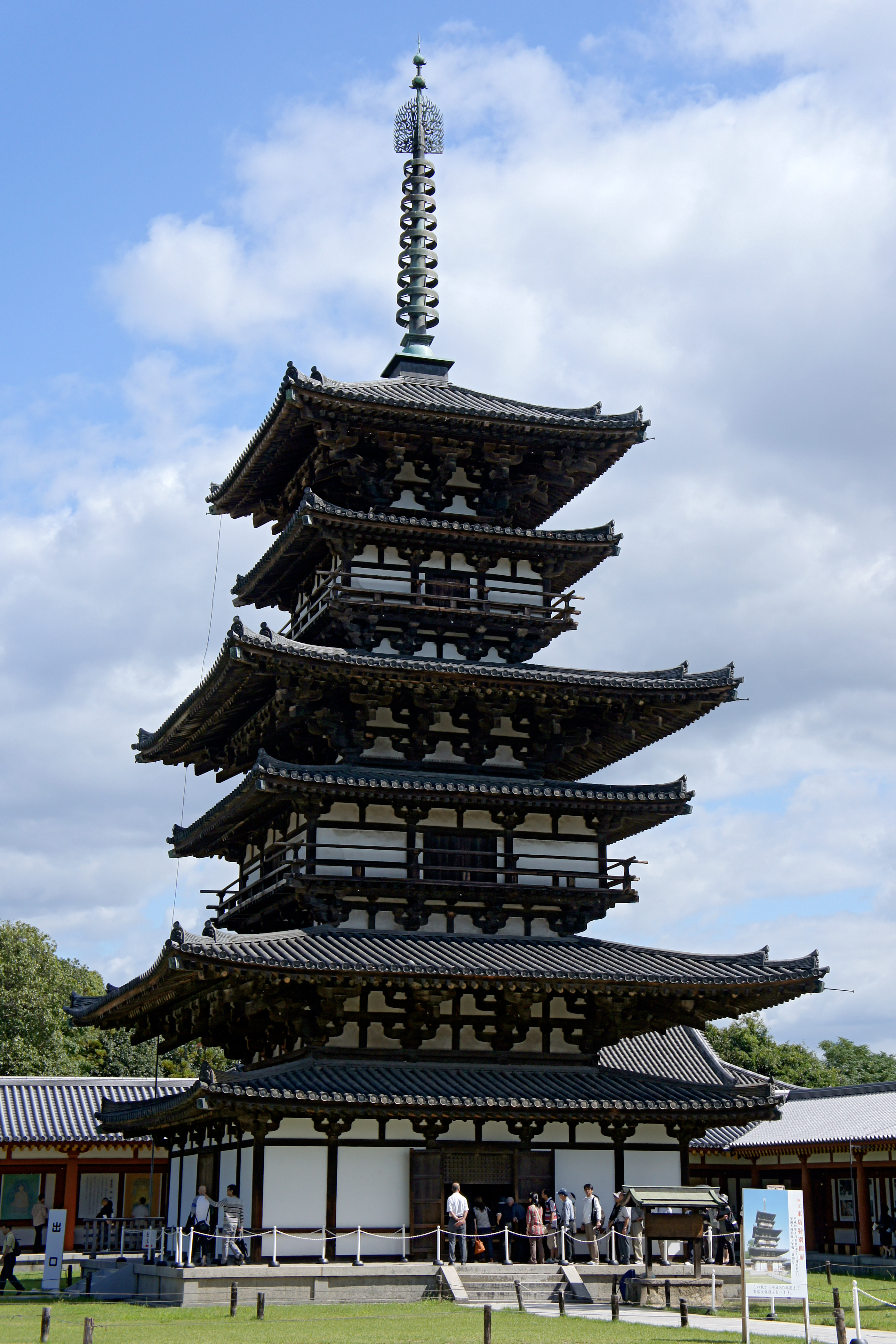
薬師寺東塔

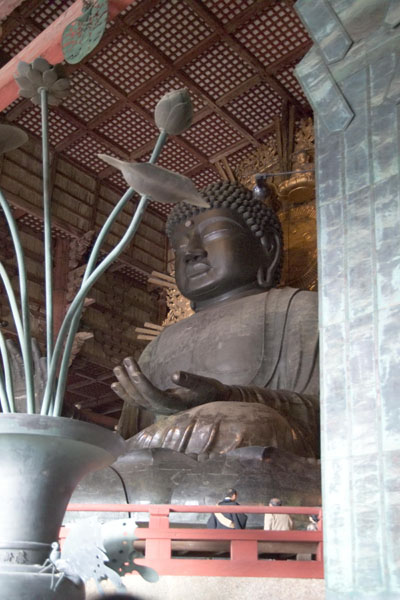
東大寺大仏　台座以外の大部分は鎌倉時代・江戸時代の補修である

美術史上の区分では、法隆寺が焼亡した670年、ないし天武天皇即位の年である673年から、794年の平安遷都までを奈良時代とすることが多い。この場合、平城遷都の710年を境として、それ以前を奈良時代前期（または白鳳時代）、以後を奈良時代後期（または天平時代）と称する。時代の終期については、長岡遷都の年である784年とする見方もある。
710年の平城遷都に際し、当時飛鳥にあった法興寺（元興寺）、大官大寺（大安寺）、薬師寺、厩坂寺（興福寺）などの寺院はこぞって新京へ移転した。また、新京には東大寺、西大寺、唐招提寺などが新たに建立された。時の政権は仏教を厚く保護し、寺院の造営、仏像の造立、経典の書写などは国家の事業として実施された。中でも聖武天皇は仏教に深く帰依し、東大寺に大仏を造立し、また各国に国分寺・国分尼寺を建立することを命じた。平城京に都があった時代の文化は、年号から「天平文化」と呼ばれ、国際色豊かな仏教文化が栄えた。東大寺の倉庫であった正倉院の宝物は聖武天皇の遺愛品を中心とする8世紀美術の宝庫で、日本製品とともに唐からの舶載品を数多く所蔵する。天平時代は華やかな時代というイメージがあるが、一方で天災、凶作、権力者同士の抗争などが相次ぐ不安定な時代でもあった。

#### 奈良時代前期（白鳳時代）
- 絵画
  - 法隆寺金堂壁画（1949年焼損）
  - 高松塚古墳石室壁画
  - キトラ古墳石室壁画
- 彫刻
  - 銅造聖観音立像（薬師寺）
  - 銅造観音菩薩立像（法隆寺、夢違観音像）
  - 弥勒仏坐像（當麻寺）
  - 銅造仏頭（興福寺）
  - 銅造釈迦如来倚像（深大寺）
  - 銅造釈迦如来坐像（蟹満寺）
  - 木造菩薩半跏像（中宮寺、伝・如意輪観音）
  - 塑像塔本四面具（法隆寺）
- 建築
  - 法隆寺西院伽藍、法起寺三重塔

#### 奈良時代後期（天平時代）
- 絵画
  - 絵因果経（東京芸術大学、上品蓮台寺、醍醐寺、出光美術館ほか）
  - 吉祥天像（薬師寺）
  - 聖徳太子像（御物）
- 彫刻
  - 銅造盧舎那仏坐像（東大寺、奈良の大仏）
  - 乾漆八部衆像（興福寺、8体の内阿修羅が著名）
  - 乾漆十大弟子像（興福寺）
  - 乾漆不空羂索観音立像、塑造日光・月光菩薩立像ほか東大寺法華堂（三月堂）・戒壇院諸仏
  - 唐招提寺金堂・講堂諸仏
  - 乾漆鑑真和上坐像（唐招提寺）
- 工芸
  - 正倉院宝物（金工、漆工、楽器、染織、三彩陶器、刀剣など各種。渡来品を多く含む）
- 建築
  - 東大寺法華堂（三月堂）、正倉院宝庫
  - 唐招提寺金堂、講堂、経蔵、宝蔵

### 平安時代

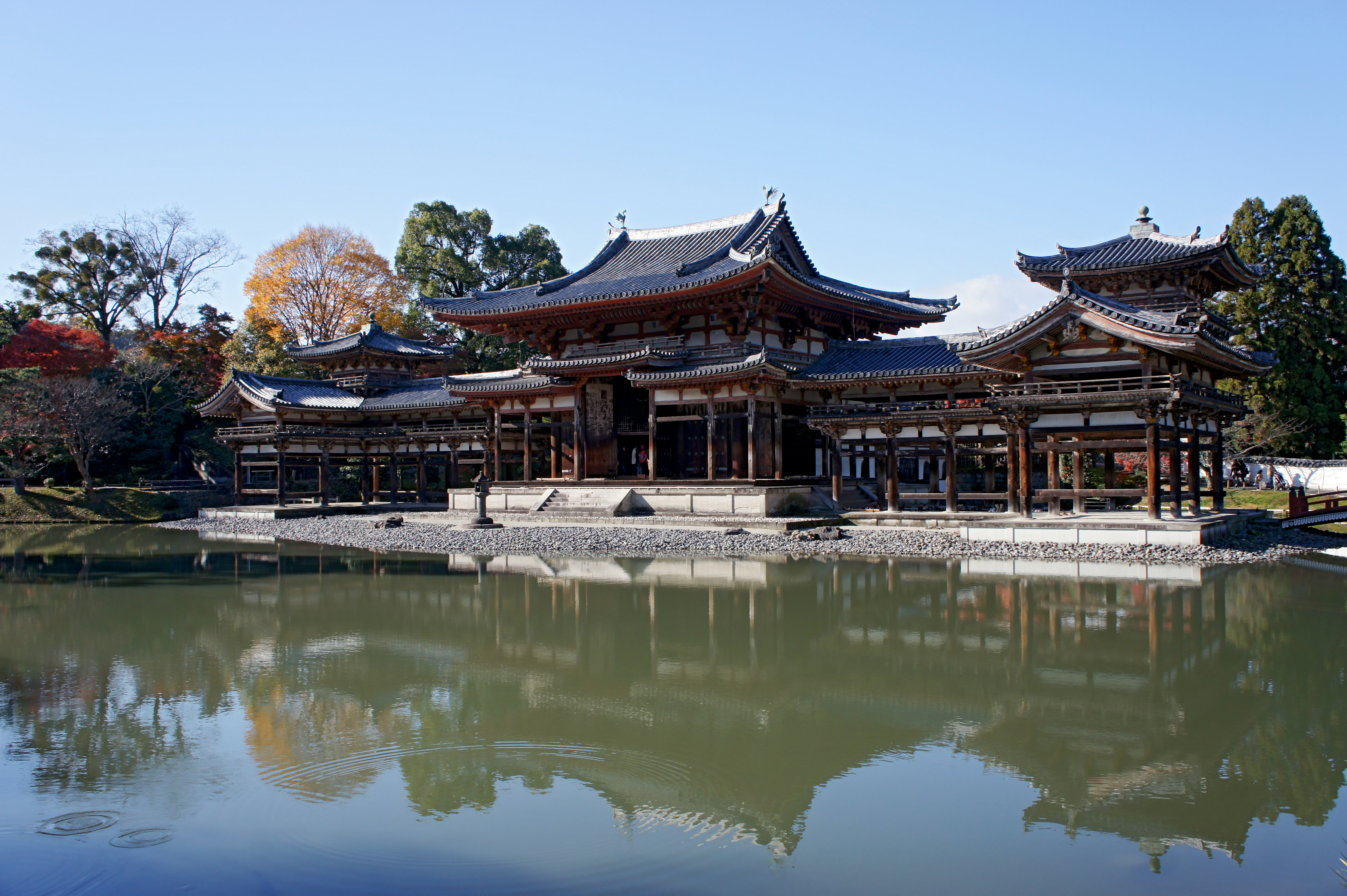
平等院鳳凰堂

平安遷都の794年から1185年頃まで、9世紀から12世紀に至る約4世紀にわたる時代である。美術史では、遣唐使が廃止された894年辺りを境にして、以前を平安時代前期、以後を平安時代後期（藤原時代）と呼ぶことが多い。特に彫刻史の方面では平安時代前期を貞観（じょうがん）時代または弘仁時代と呼ぶこともあったが、特定の元号で平安時代前期を代表させることにはあまり意味がないことから、今日ではこれらの呼称はあまり用いられていない。
平安時代前期には空海、最澄が相次いで唐に渡航し、密教が日本に伝えられた。空海、最澄らが伝えた仏教思想や文物は美術の面でも大きな影響をもたらし、密教曼荼羅や、奈良時代には見られなかった本格的密教彫像が造られた。日本の文化は常に中国大陸及び朝鮮半島を主とする外来文化の影響を受け、仏教が文化全般に多大な影響を与えていた。それは平安時代も例外ではないが、この時代は、受容した外来文化が和風化し、文化の様々な面で「和様」が成立した時代としてとらえられる。遣唐使が中止された9世紀末以降、文化の和風化が進展し、漢字を基にして日本固有の文字である仮名が考案され、和歌や『源氏物語』に代表される物語文学が盛んになった。これらの文学は、絵画や書道作品のテーマとなり、工芸品のデザインにも大いに影響している。また、仏像、絵画（大和絵）、書道、寺院建築など、造形芸術の各方面で和様が確立した。平安時代後期には源信（恵心僧都）の『往生要集』などの影響で浄土教信仰が盛んとなり、また、1052年を「末法」の年と信じる末法思想（「末法」の年以後、釈迦の唱えた正しい仏法が行われなくなると信じられた）が流布した。このため、貴族らは西方極楽浄土への往生を願い、各地に阿弥陀如来像を安置する阿弥陀堂や浄土式庭園が造られた。

#### 平安前期（弘仁時代・貞観時代）
- 絵画
  - 両界曼荼羅（東寺、伝・真言院曼荼羅）（「西院曼荼羅」とも）
  - 不動明王像（園城寺、黄不動）
- 彫刻
  - 木造薬師如来立像（神護寺）
  - 木造薬師如来坐像（新薬師寺）
  - 東寺講堂諸仏
  - 木造如意輪観音坐像（観心寺）
  - 木造八幡三神像（東寺）
  - 十一面観音像（法華寺）
- 建築
  - 室生寺五重塔、金堂
- 書道
  - 三筆:空海、嵯峨天皇、橘逸勢

#### 平安後期（藤原時代）
- 絵画
  - 仏画
    - 阿弥陀聖衆来迎図（高野山有志八幡講）
    - 普賢菩薩像（東京国立博物館）

  - 不動明王二童子像（青蓮院、青不動）
  - 不動明王二童子像（高野山明王院、赤不動）
  - 五大力菩薩像（高野山有志八幡講）
  - 十二天像（京都国立博物館（東寺旧蔵））
  - 絵巻物

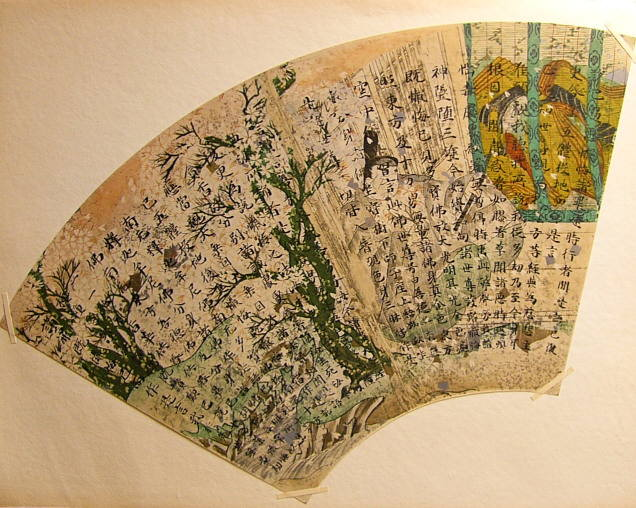
扇面法華経冊子

    - 源氏物語絵巻（徳川美術館、五島美術館）源氏物語絵巻 東屋
    - 鳥獣人物戯画甲巻・乙巻（高山寺）
    - 信貴山縁起絵巻（朝護孫子寺）
    - 伴大納言絵詞（出光美術館）

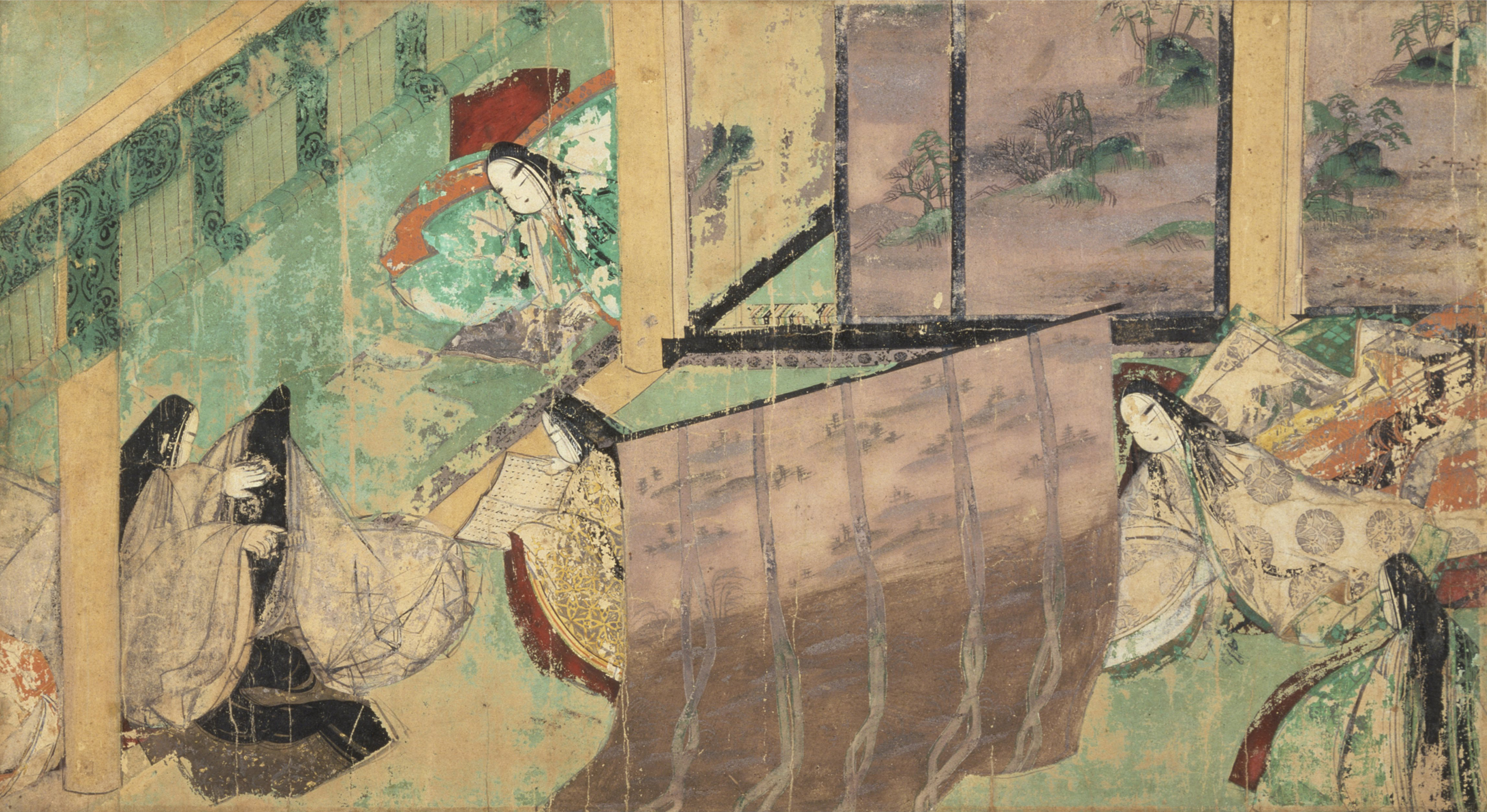
源氏物語絵巻 東屋

    - 粉河寺縁起絵巻（粉河寺、京都国立博物館寄託）
    - 地獄草紙（東京国立博物館、奈良国立博物館）

  - 装飾経
    - 平家納経（厳島神社）
    - 扇面法華経冊子（四天王寺、東京国立博物館ほか）
- 彫刻
  - 阿弥陀如来坐像（平等院鳳凰堂）
  - 一字金輪坐像（中尊寺ほか17箇院）
- 工芸
  - 片輪車螺鈿蒔絵手箱（東京国立博物館）
- 建築
  - 平等院鳳凰堂
  - 中尊寺金色堂
  - 一乗寺三重塔
  - 庭園
    - 浄土式庭園
      - 平等院庭園
      - 浄瑠璃寺庭園
      - 毛越寺庭園
- 書道
  - 三跡:小野道風、藤原佐理、藤原行成
  - 西本願寺本三十六人家集

## 中世

### 鎌倉時代・南北朝時代

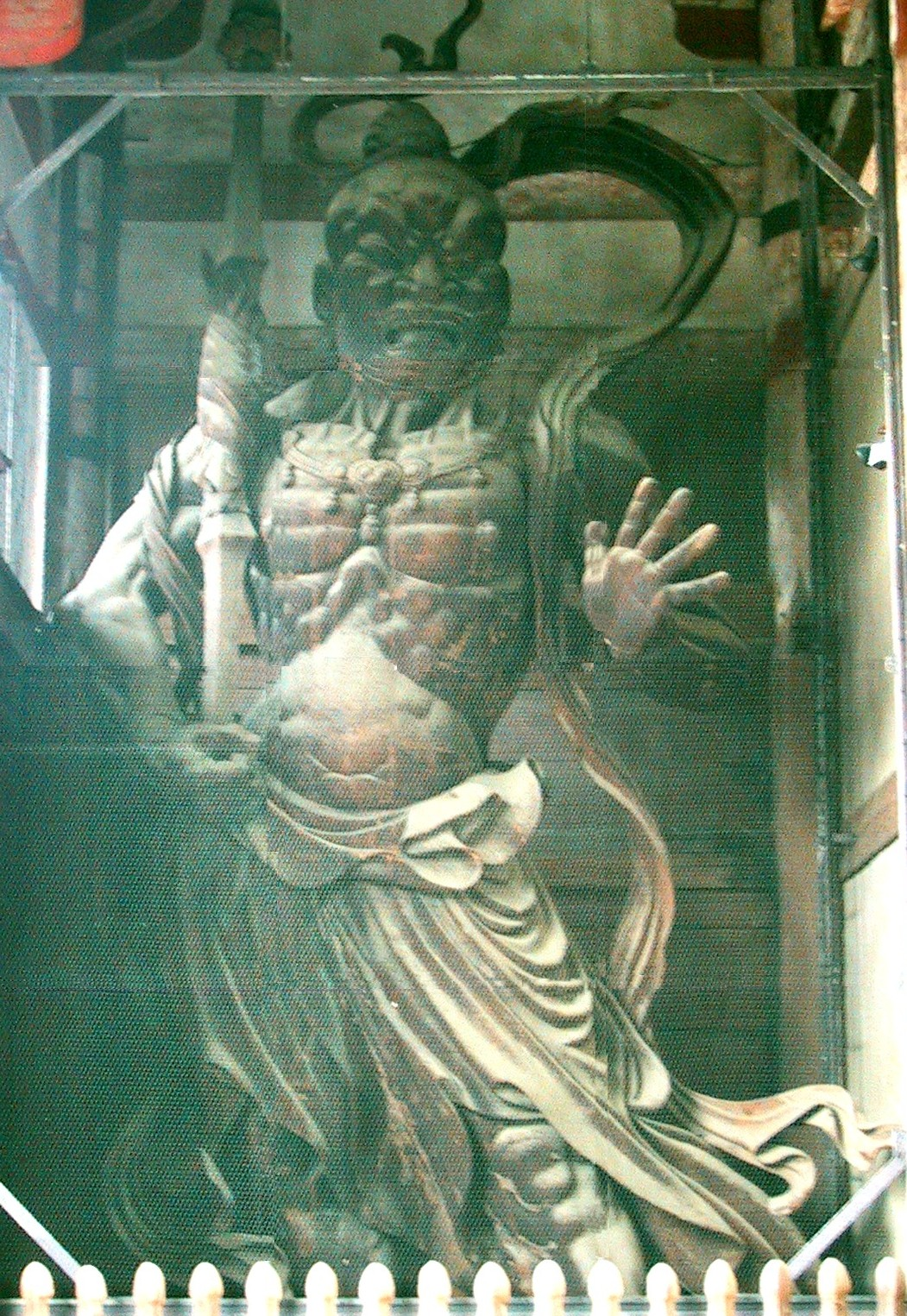
東大寺南大門金剛力士像（慶派作、1203年）

平氏滅亡の年であり、源頼朝によって全国に守護地頭が設置された1185年を鎌倉時代の始期とすることが多い。1180年には平重衡による南都焼討で奈良（南都）の2大仏教勢力であった東大寺と興福寺が炎上したが、このことは美術史上、象徴的な事件であった。焼失した東大寺の大仏と大仏殿、興福寺の堂宇や仏像は直ちに再建計画が進められたが、大仏と大仏殿の再建担当者に任じられたのは渡宋経験のある重源であり、彼によって宋から伝来の新建築様式の大仏様が導入された。また、東大寺や興福寺の仏像再興には、康慶、運慶、快慶ら慶派を中心とする仏師が登用された。
この時代の前期には引き続き院政が行われていたものの、政治・文化の中心は次第に鎌倉へ移っていった。平氏は華麗な「平家納経」を残したことでも分かるように、一面で貴族文化に憧れをもっていたが、代わって政権をとった源氏は純然たる武家であり、美術の主要な享受者も前時代の貴族から武士へと移っていった。この時代には栄西、道元らの入宋僧によって日本にも本格的な禅宗が伝わり、比叡山などの旧仏教の圧迫を受けつつも、徐々に勢力を伸ばしていった。13世紀に京都の建仁寺建立を皮切りに、鎌倉にも建長寺、円覚寺などの本格的な禅寺が建立された。
南北朝時代は美術史的には過渡期ととらえられ、鎌倉時代に含めて論じられることが多い。ただし、刀剣武具の分野に関しては、長大な大太刀の流行など、明らかな「南北朝時代様式」があり、鎌倉時代とは別の時代とされることが多い。
- 絵画
  - 似絵

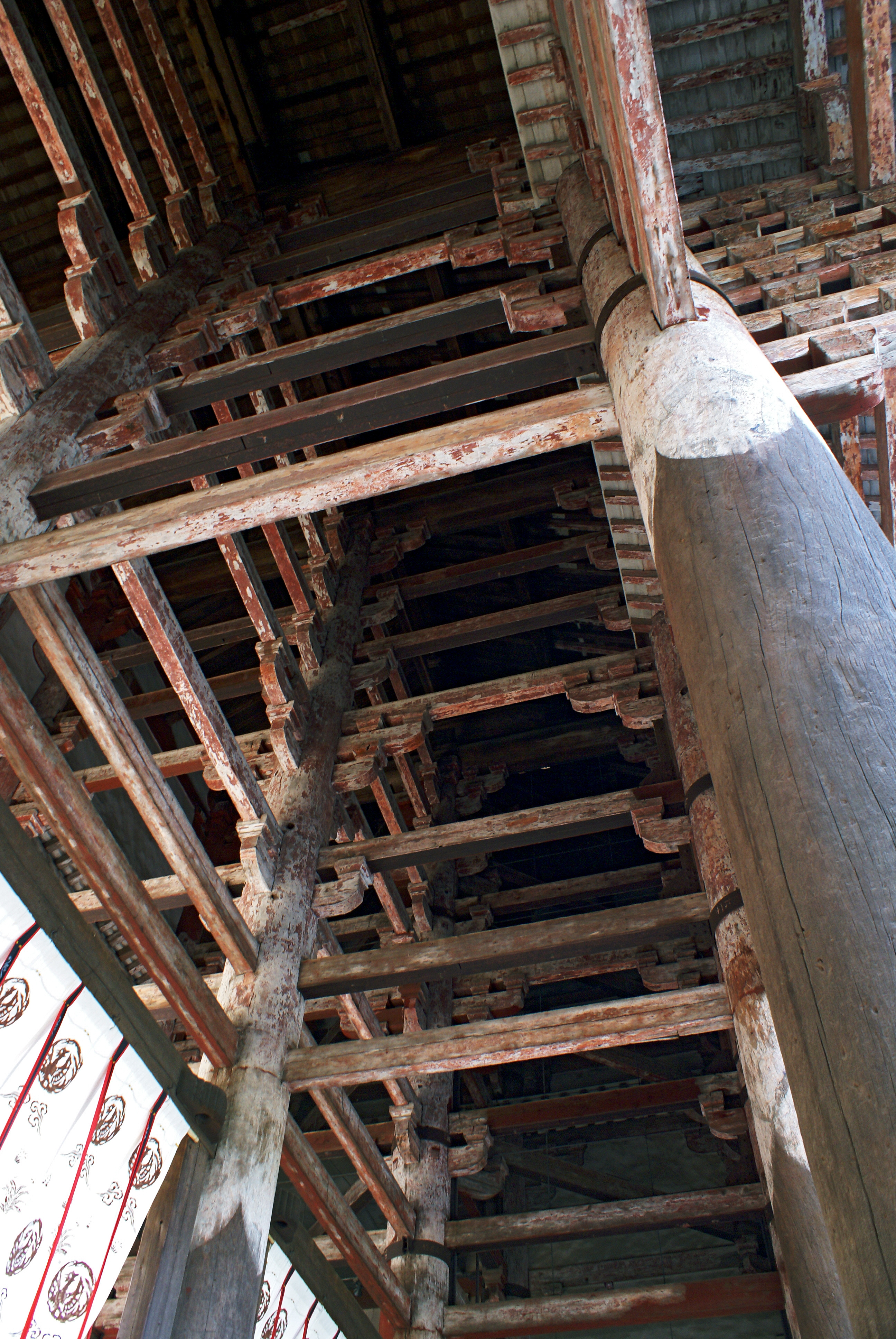
大仏様（東大寺南大門）

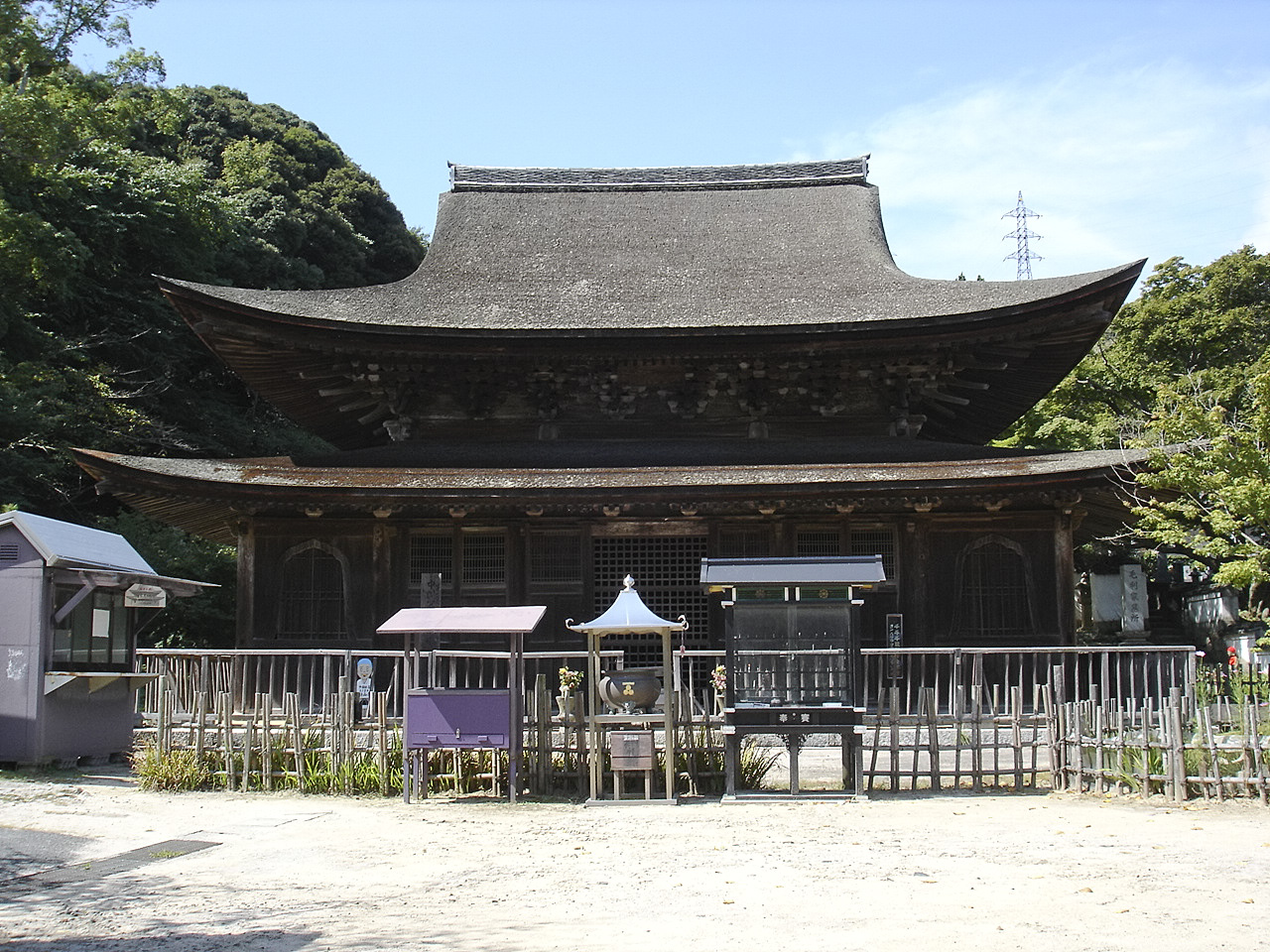
禅宗様（功山寺仏殿）

    - 伝・源頼朝像・平重盛像・藤原光能像（神護寺）

  - 絵巻物
    - 戯画絵巻
      - 鳥獣人物戯画丙巻・丁巻（高山寺）

    - 合戦絵巻
      - 平治物語絵巻（東京国立博物館、静嘉堂、ボストン美術館）

    - 文学絵巻
      - 佐竹本三十六歌仙絵巻（諸家分蔵）

    - 社寺縁起
      - 北野天神縁起絵巻（北野天満宮）

    - 高僧伝絵
      - 明恵上人像（高山寺）
      - 蘭渓道隆像（建長寺）
      - 一遍上人絵伝（歓喜光寺・清浄光寺共有）

  - 仏画
    - 阿弥陀二十五菩薩来迎図（早来迎）（知恩院）
    - 山越阿弥陀図（禅林寺）

  - 垂迹画
    - 那智滝図（根津美術館）
- 彫刻
  - 康慶:不空羂索観音像（興福寺南円堂）
  - 運慶:弥勒仏像、無著・世親像（興福寺北円堂）、 大日如来像（円成寺多宝塔）
  - 快慶:阿弥陀三尊像（浄土寺）、　僧形八幡像（東大寺）
  - 湛慶:千体千手観音像（妙法院蓮華王院＝三十三間堂）
  - 康勝:空也上人立像（六波羅蜜寺）
  - 金剛力士像（東大寺南大門、運慶、快慶ほか作）
  - 俊乗（重源）上人坐像（東大寺俊乗堂）
- 工芸
  - 陶磁器:六古窯（瀬戸焼、常滑焼、越前焼、信楽焼、丹波立杭焼、備前焼）
  - 漆工
  - 金工
- 建築
  - 和様
  - 大仏様（天竺様）
    - 東大寺南大門
    - 浄土寺浄土堂

  - 禅宗様（唐様）
    - 功山寺仏殿
    - 善福院釈迦堂

### 室町時代
南北朝分裂の時代を経て、室町幕府3代将軍足利義満の時代、1392年にようやく南北両朝は合一し、文化の中心は再び京都へ戻った。義満は京都の北山に山荘を営み（後の鹿苑寺＝金閣寺）、この時代の文化を北山文化と呼ぶことがある。8代将軍の足利義政は為政者としての務めを怠り、茶道、書道、唐物（中国渡来の文物）愛玩などの趣味にふけっていたが、そのため文化の振興には大いに貢献した。彼の山荘（後の慈照寺＝銀閣寺）が東山にあったことから、その時代の文化を東山文化と称することがある。義政の東山山荘は、後の書院造の原型であり、日本の伝統的住宅建築のルーツとなるものである。歴代の足利将軍は禅宗に帰依し、これを保護したため、京都を中心に禅宗寺院が隆盛し、そこから造園、文学、茶道など、様々な文化が生まれた。能もこの時代に観阿弥・世阿弥により完成されたものである。義政の収集品は東山御物と称され、足利家同朋衆の能阿弥、芸阿弥、相阿弥という三世代が管理し、『君台観左右帳記』・『御物御画目録』にまとめた。
北山文化
- 建築
  - 鹿苑寺（金閣寺）
- 絵画
  - 頂相
    - 大燈国師像（大徳寺）

  - 水墨画
    - 如拙：『瓢鮎図』（退蔵院）--詩画軸
    - 明兆：『寒山拾得図』（東福寺）
    - 周文：『竹斎読書図』（東京国立博物館）

東山文化
- 建築
  - 書院造
    - 慈照寺（銀閣寺）

  - 庭園
    - 枯山水　龍安寺石庭、大徳寺大仙院石庭、西芳寺庭園など
- 絵画
  - 水墨画
    - 雪舟：『山水長巻』（毛利博物館）、『秋冬山水図』（東京国立博物館）、『破墨山水図』（東京国立博物館）、『天橋立図』（京都国立博物館）
    - 雪村：『呂洞賓図』（大和文華館）

  - 狩野派
    - 狩野正信（狩野派の祖）：『周茂叔愛蓮図』（九州国立博物館）

  - 土佐派
    - 土佐光信（土佐派の祖）：『北野天神縁起絵巻』（北野天満宮）、『伝足利義政像』（東京国立博物館）

  - そのほか大和絵
    - 「日月四季山水図」（金剛寺）
- 工芸
  - 陶磁器

## 近世

### 桃山時代

長谷川等伯　松林図（右隻）

姫路城

室町幕府が滅亡した1573年から、徳川政権が確立するまでの時代を指す。美術史上の区分では、豊臣家が滅亡した1615年までを桃山時代とすることが多い。半世紀に満たない短い期間であるが、美術史上は特に絵画と建築において特記される時代である。城郭建築が発達し、権力のシンボル的な天守閣が築かれ、御殿は華麗な障壁画で装飾された。室町時代に始まった茶の湯は千利休によって大成され、前時代の書院の茶から、草庵の茶、わび茶という独特の美意識が形成された。
- 絵画
  - 金碧障壁画・風俗画
  - 狩野派
    - 狩野永徳：『唐獅子図屏風』（宮内庁）、『檜図屏風』（東京国立博物館）、『洛中洛外図（上杉本）』（上杉博物館）
    - 狩野山楽：『牡丹図』（大覚寺）

  - 長谷川等伯：『松林図屏風』（東京国立博物館）、『楓図』（智積院）
  - 狩野長信：『花下遊楽図』（東京国立博物館）
  - 狩野秀頼：『高雄観風図屏風』（東京国立博物館）
  - 狩野内膳：『南蛮屏風』
- 建築
  - 城郭建築
    - 『姫路城』（天守閣）
    - 『二条城』（書院造）

  - 『西本願寺』書院・飛雲閣
- 茶道--千利休
  - 工芸
    - 茶器
      - 志野茶碗--志野宗信
      - 楽茶碗--長次郎
      - 織部焼--古田織部

  - 建築
    - 織田有楽斎：如庵
    - 千利休：妙喜庵待庵

### 江戸時代

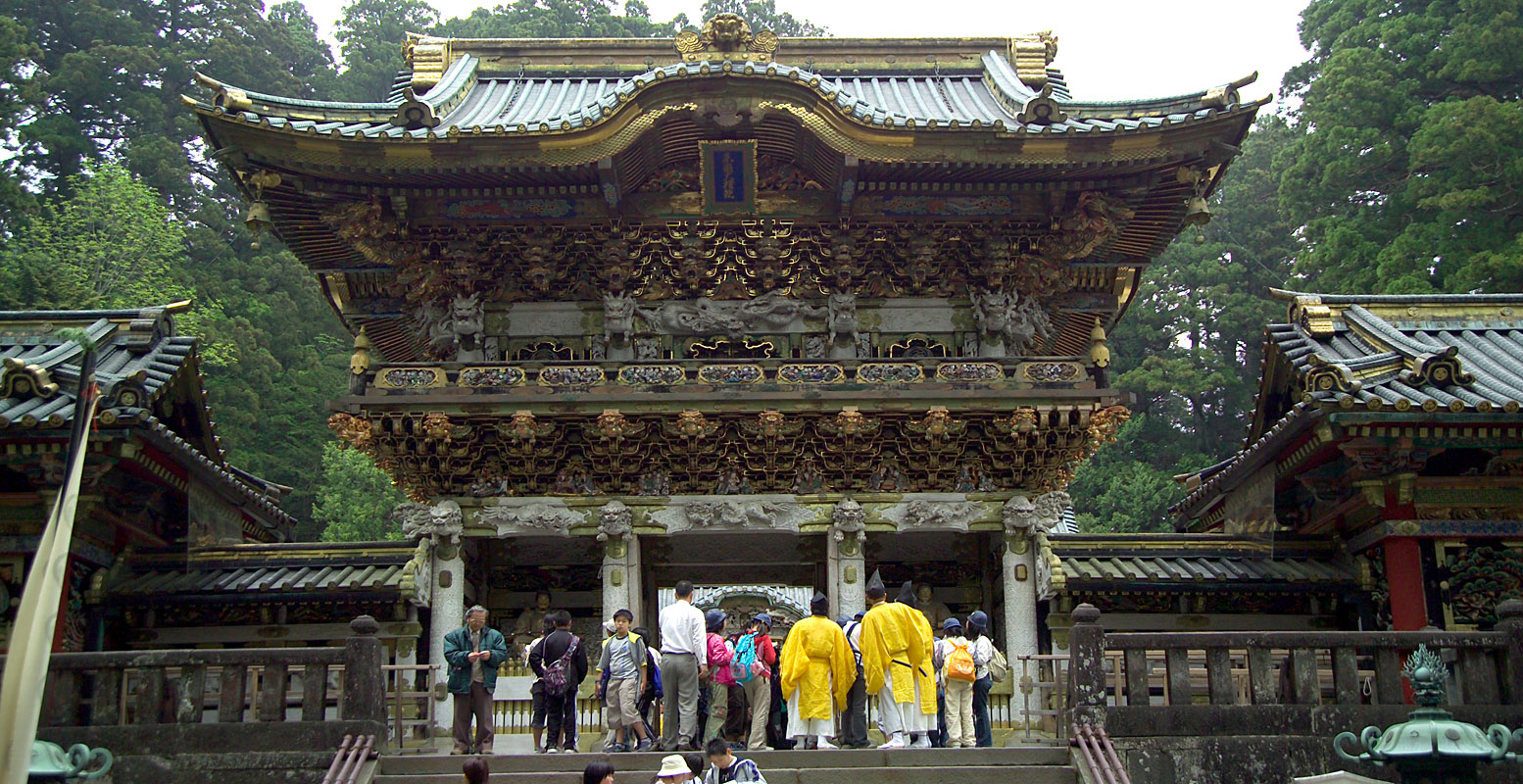
日光東照宮

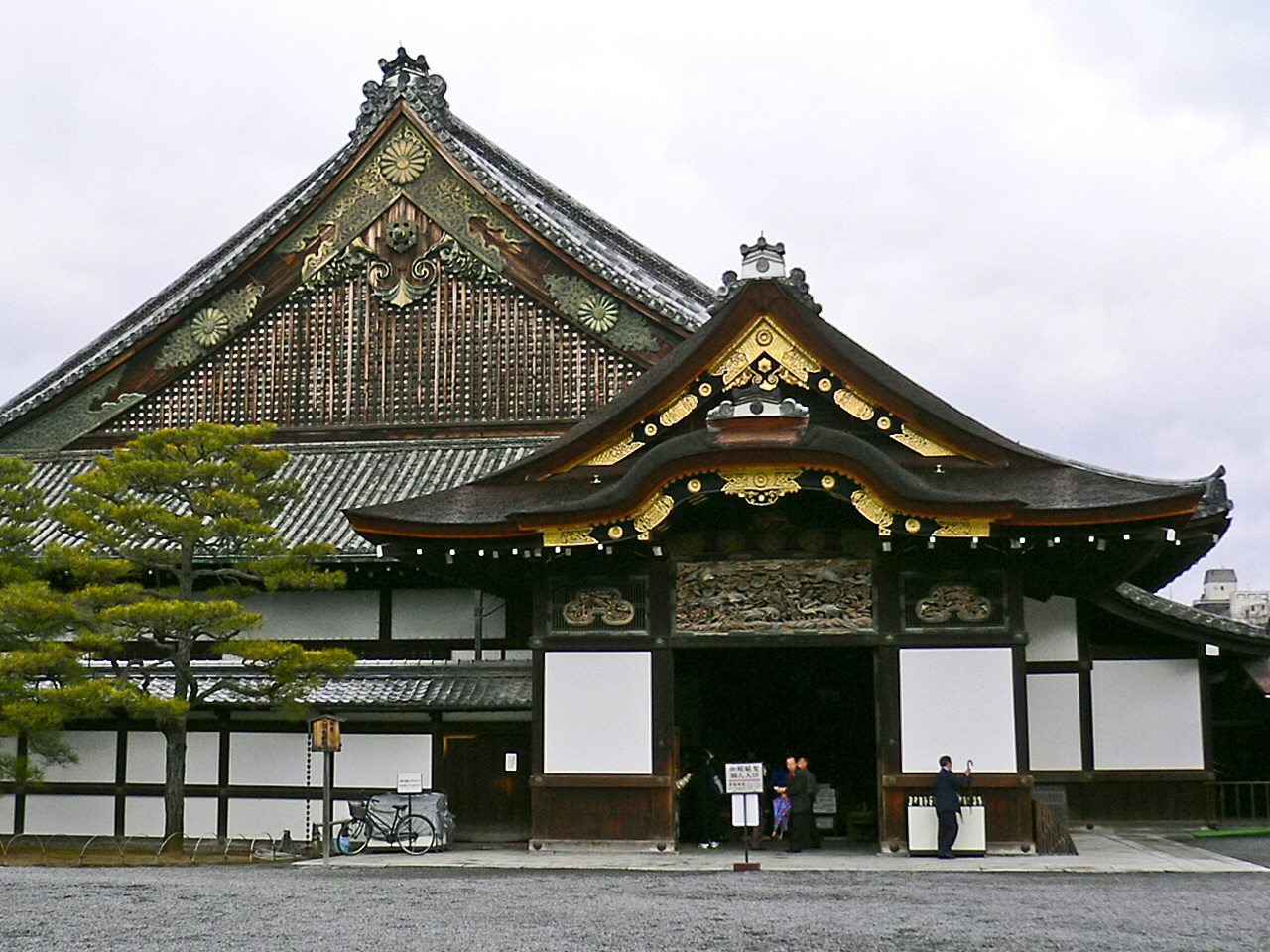
二条城

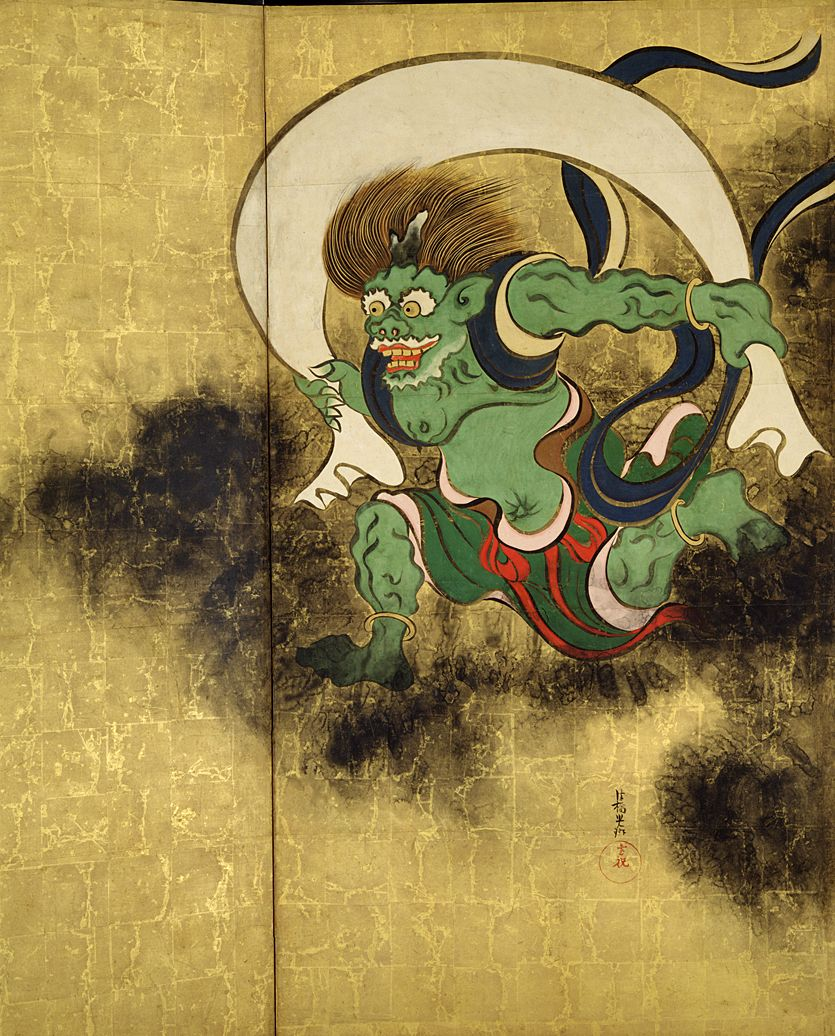
尾形光琳　風神雷神図のうち風神

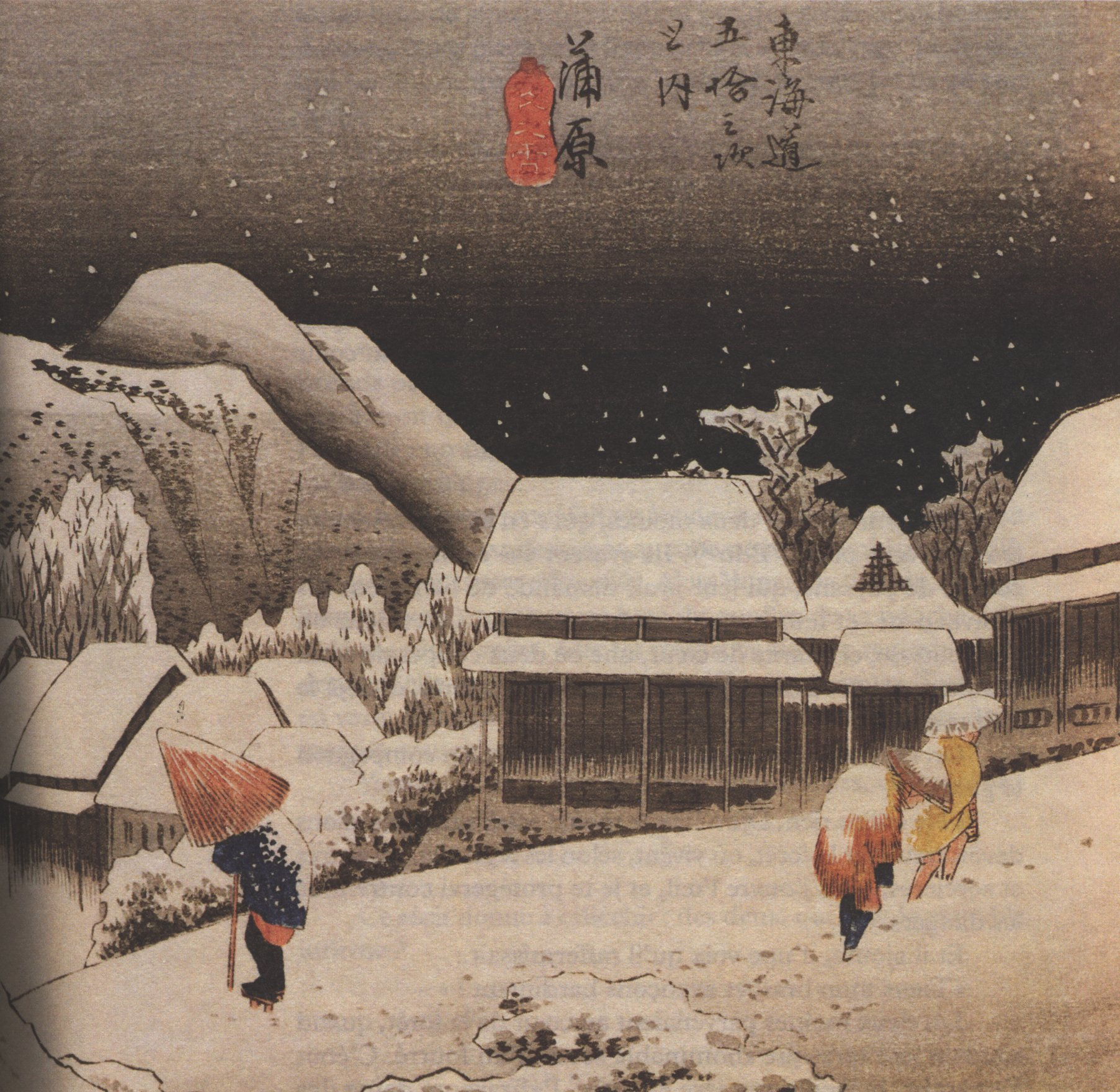
歌川広重　東海道五十三次のうち蒲原

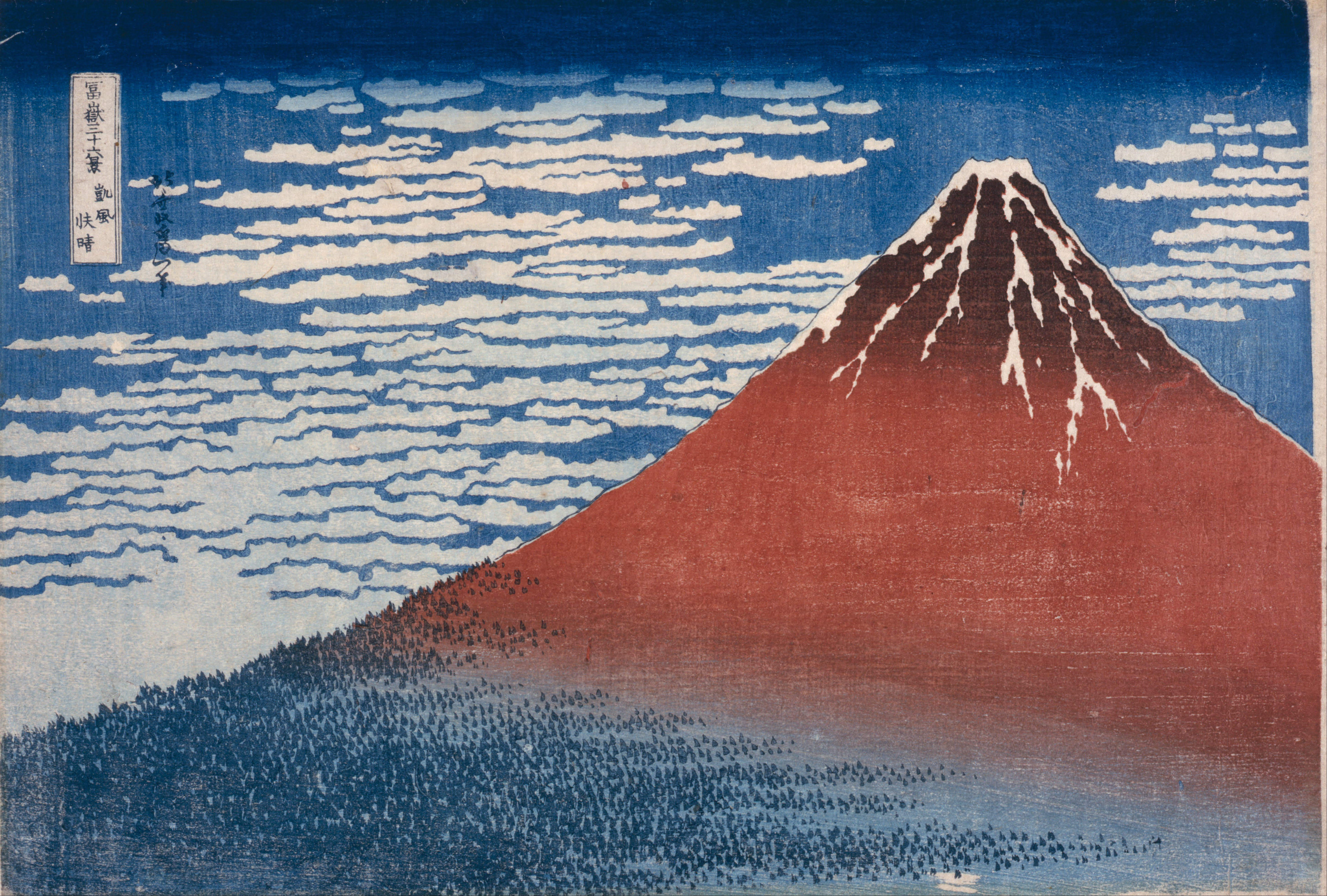
葛飾北斎　富嶽三十六景のうち「凱風快晴」

徳川家康が征夷大将軍に任ぜられたのは1603年だが、美術史上の区分では、大坂夏の陣で豊臣家が滅亡し、徳川幕府の支配体制が確立した1615年を桃山時代と江戸時代の区切りとすることが多い。この時代の美術は多様化し、その性格を一言で言い表すことは困難であるが、古代・中世の美術が宗教（仏教）中心であったのに比べ、著しく世俗化の傾向が強まった。この時代は世情が一応安定し、2世紀以上にわたって大きな戦乱も無く、庶民の生活レベルも、それ以前の時代に比較すれば向上していた。そのため、美術の享受者層も増大し、寺社、公家、武家などに加え、裕福な町人層が有力なパトロンとなった。さらには、同じ作品を複数生産できる版画という方式の流布により、浮世絵のような町人の手に届く芸術が生まれた。文化の中心は上方（京都・大阪）と江戸に二分される。幕府開設当初、江戸の地はひなびた場所であり、上方が文化の先進地域であったが、やがて諸国の人材が集まる江戸に美術の担い手が集まるようになった。各地方でも1610年代に肥前有田で日本初の磁器が作られて以降、大量の磁器製品をヨーロッパに供給した。また、漆工芸など独自の工芸品が生産されるようになった。

#### 寛永期（前期）
- 絵画
  - 御用絵師
    - 狩野派
      - 狩野探幽：『探幽縮図』（京都国立博物館ほか）
      - 狩野山雪：『雪汀水禽図』（京都国立博物館）

    - 土佐派
      - 土佐光起：『大寺縁起絵巻』（開口神社）

    - 住吉派
      - 住吉如慶：『堀川夜討絵詞』（東京国立博物館）

  - 風俗画
    - 岩佐又兵衛：『洛中洛外図（舟木本）』（東京国立博物館）--浮世絵の始期
    - 『彦根屏風』（彦根城博物館）
    - 久隅守景：『納涼図屏風』（東京国立博物館）
    - 英一蝶：『朝暾曳馬図』（静嘉堂文庫）

  - その他
    - 宮本武蔵：『枯木鳴鵙図』（和泉市久保惣記念美術館）
- 絵画・工芸
  - 琳派
    - 本阿弥光悦：『舟橋蒔絵硯箱』（東京国立博物館）、『楽焼白片身変茶碗』（サンリツ服部美術館）
    - 俵屋宗達：『風神雷神図屏風』（建仁寺）、『松島図屏風』（フリーア美術館）
- 建築
  - 日光東照宮
  - 桂離宮
  - 知恩院三門・本堂

#### 元禄期（中期）
- 絵画
  - 文人画（南画）
    - 祇園南海
    - 柳沢淇園
    - 彭城百川
    - 服部南郭
- 版画
  - 浮世絵--墨摺絵
    - 菱川師宣：『よしわらの体』
    - 菱川師宣：『見返り美人図』（東京国立博物館）--肉筆浮世絵の祖
- 彫刻
  - 円空仏、木喰仏
- 絵画・工芸
  - 琳派
    - 尾形光琳：『紅白梅図屏風』（MOA美術館）、『燕子花図屏風』（根津美術館）、『八橋蒔絵螺鈿硯箱』（東京国立博物館）
    - 酒井抱一：『風雨草花図（通称：夏秋草図屏風）』（東京国立博物館）
- 工芸
  - 野々村仁清--色絵陶器--京焼
  - 酒井田柿右衛門--色絵磁器--有田焼
- 建築
  - 東大寺金堂

#### 化政期（後期）
- 絵画
  - 文人画（南画）

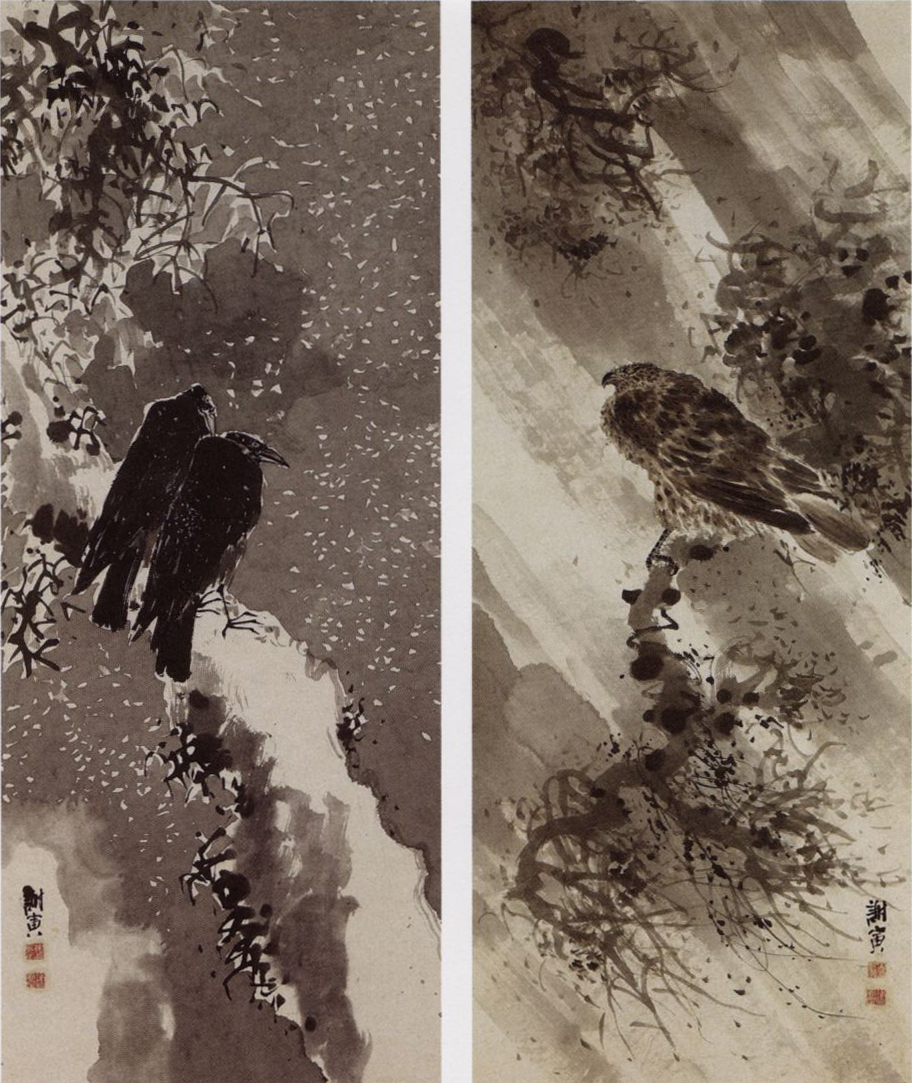
蕪村『鳶鴉図』（重文） 紙本着色

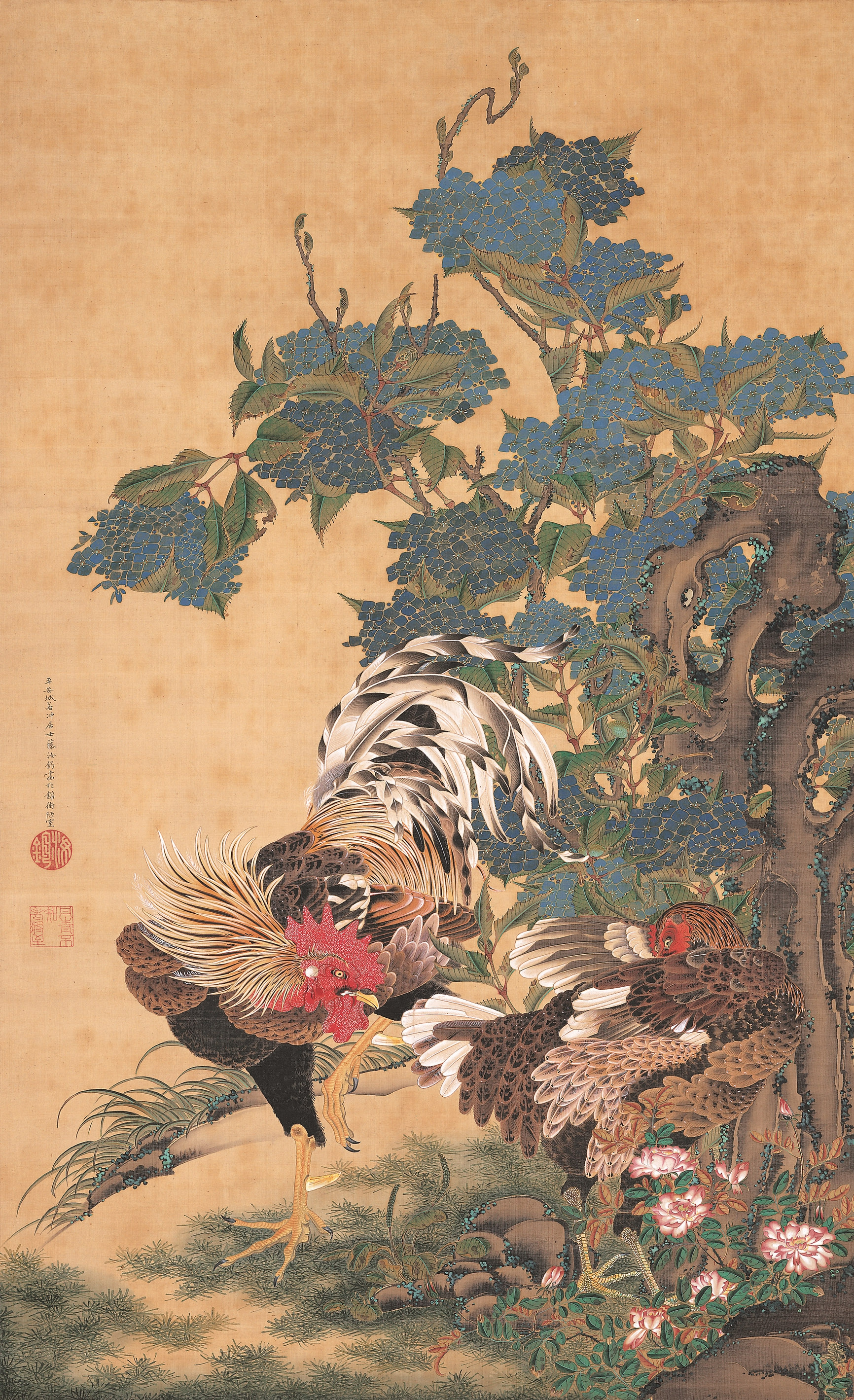
若冲『紫陽花双鶏図』

    - 与謝蕪村：『夜色楼台図』（個人蔵）--俳画
    - 池大雅：『瀟湘八景図』（個人蔵）
    - 浦上玉堂：『凍雲篩雪図』（川端康成記念会）
    - 谷文晁：『公余探勝図』（東京国立博物館）
    - 渡辺崋山：『鷹見泉石像』（東京国立博物館）

  - 写生画
    - 伊藤若冲：『動植綵絵』（三の丸尚蔵館）、『果蔬（野菜）涅槃図』（京都国立博物館）
    - 曾我蕭白：『群仙図屏風』（文化庁）
    - 円山応挙：『雪松図屏風』（三井記念美術館）--円山派
    - 呉春：『白梅図屏風』（逸翁美術館）--四条派
    - 長沢芦雪：『竜虎図襖』（無量寺・串本応挙芦雪館）

  - 洋風画
    - 陰影法・透視図法
    - 司馬江漢：『三囲景図』（神戸市立博物館）--エッチング
    - 亜欧堂田善：『浅間山図』（東京国立博物館）
    - 小田野直武：『不忍池図』（秋田県立近代美術館）--秋田蘭画
- 版画
  - 浮世絵--錦絵
    - 鈴木春信：『雪中相合傘』（大英博物館）
    - 喜多川歌麿：『婦人相学十躰　ポッピンを吹く娘』（ホノルル美術館）
    - 東洲斎写楽：『二世大谷鬼次の奴江戸兵衛』（東京国立博物館、大英博物館）
    - 葛飾北斎：『富嶽三十六景』、『北斎漫画』
    - 歌川広重：『東海道五十三次』
    - 歌川国芳：『みかけハこハゐがとんだいゝ人だ』（山口県立萩美術館・浦上記念館ほか）

## 近代

### 幕末から明治期
| 橋本雅邦『竜虎』（1895年、静嘉堂文庫、左隻） |  | （同右隻） |
| 橋本雅邦『竜虎』（1895年、静嘉堂文庫、左隻） |  | （同右隻） |

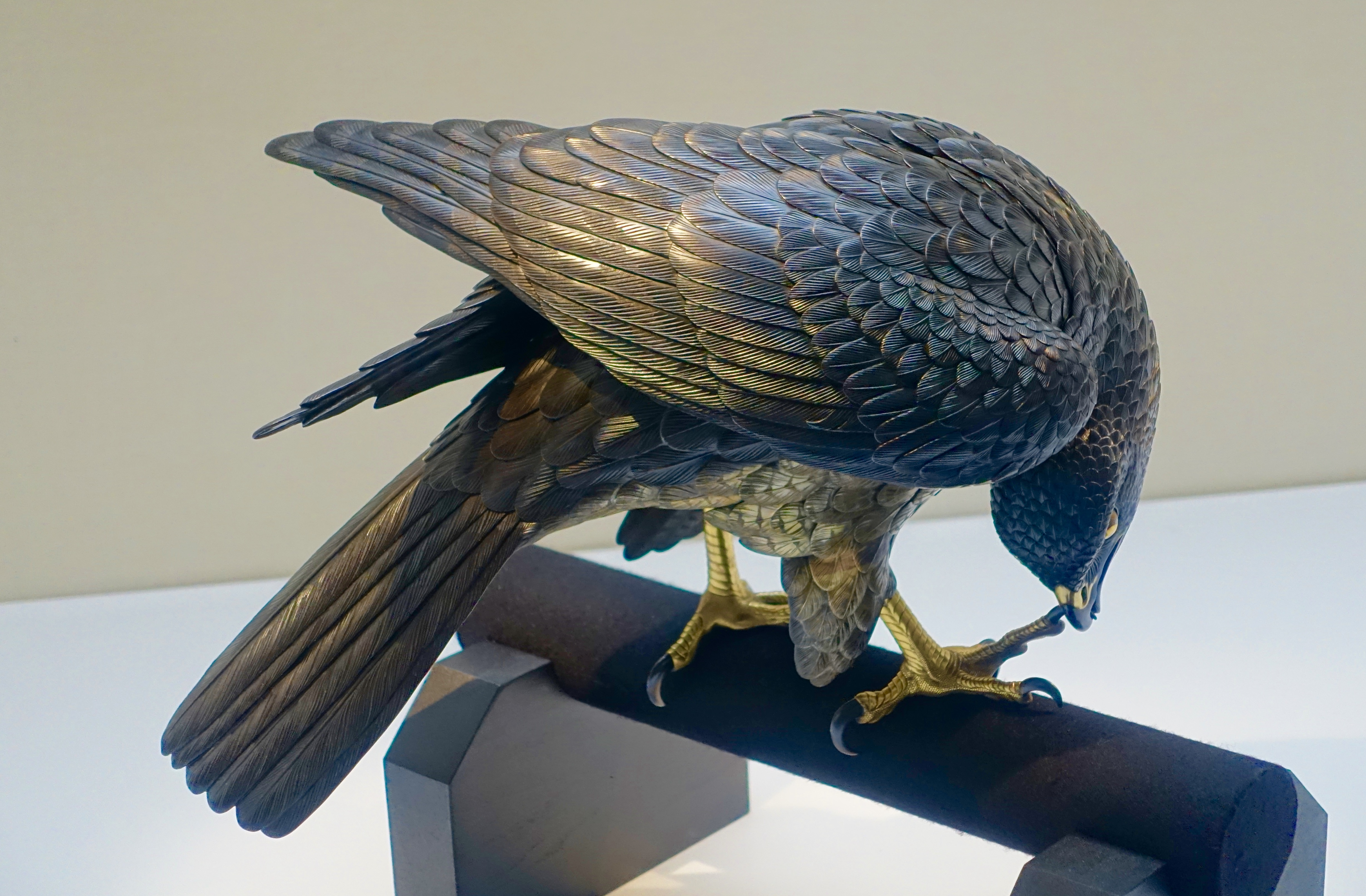
鈴木長吉『十二の鷹』（1893年、国立工芸館）

幕末、ヨーロッパの万国博覧会に出展した幕府や各藩の工芸品や美術品は優れた装飾品として絶賛され、日本の工芸へのヨーロッパからの関心が高まり、外貨を稼ぐ輸出品となる可能性が開かれた。しかし、日本には西洋のような「美術」と「工芸」の厳然たる区別は無く、日本の美術品は総じて装飾的・工芸的と見なされヨーロッパ美術よりも一段低いところに置かれた。（しかし、ヨーロッパ美術界でアカデミズムの権威や美術と工芸の境界が揺らぎ始めたこの時期、日本の美術品は前衛的な芸術家らにジャポニスムという強力な影響を与えることとなった。）
明治維新後の近代化と社会の激変によりそれまでの日本美術は大きく揺れ動いた。明治維新により狩野派などの幕府を支持基盤としていた画壇は勢力を失い、日本画は江戸後期から発達していた浮世絵や文人画が中心となる。政府は早急に西洋式の「ファイン・アート」（純粋美術）を導入してヨーロッパ諸国に恥じない芸術の体裁を整えようとし遠近法などの西洋画法を導入した洋画が成立し、明治9年（1876年）には建築や都市計画の分野への応用を目的とした工部美術学校が開校し、フォンタネージらお雇い外国人による西洋美術教育が開始され、工部美術学校出身者の洋画家や彫刻家は明治前半期の日本美術会の中心的存在となった。
一方、日本の諸派の絵画などは旧弊なものと見なされ存続の危機に陥った。伝統的画壇の凋落のほか廃仏毀釈や大名家の没落に伴い、多くの優れた美術品が古道具市場にあふれ、美術商だった林忠正らの積極的な売買により欧米に流出しそのまま帰らなかった。明治12年（1879年）には佐野常民による竜池会（日本美術協会）が結成され、竜池会は日本の伝統美術の保護育成の他、日本美術を外貨獲得のための貿易品としても注目し、博覧会や共進会の開催運動を起こした。
やがて近代化が一段落し、今度は国粋主義や、民族国家としての独自の美術を探求する動きが起こり、再び日本美術に目が向けられるようになる。アーネスト・フェノロサや岡倉天心らは、政府から万国博出展のために「日本美術史」の解説を書いてほしいとの依頼を受け、短期間で日本美術の通史を書き上げた。これが現在我々の知る日本美術史の原型であるが、その際に、海外への紹介に適さないとされた作家らはリストから零れ落ち、結果として長らく忘却された。
フェノロサ・岡倉天心らは、急速な近代化の弊害から日本美術を守り育成するため、その優秀・独自性を説き東京美術学校開校後は、天心らの手により西洋画は一旦斥けされ、工部美術学校出身者らは明治美術会を作って対抗する。パリ在住の林忠正による印象派の紹介や、海外留学から帰った黒田清輝らの出展で、明治美術会や洋画家らは混乱しながらもヨーロッパの最新の絵画運動を取り入れ活発な活動を行った。
天心たちは、内紛により東京美術学校から追放され、横山大観や下村観山らとともに日本美術院を結成する。また京都画壇の竹内栖鳳らを初め、多くの日本絵画の作家らがヨーロッパに留学。やがてこうした動きから、諸派の絵画や西洋画の影響も取り入れた新しい民族美術として日本画が誕生した。
1907年、政府による初めての公募展、文部省第一回美術展覧会（文展）が行われ、日本画・洋画・彫刻の各部門、新旧の作家らが一堂に展覧された。
- 絵画
  - 明治浮世絵
    - 小林清親：『東京名所図』（1876 - 81年、静岡県立美術館ほか）
    - 河鍋暁斎：『大和美人図屏風』（1884 - 85年、京都国立博物館）
    - 月岡芳年：『月百姿』（1885 - 92年、太田記念美術館ほか）

  - 日本画
    - 狩野芳崖：『悲母観音』（1888年、東京芸術大学大学美術館）
    - 橋本雅邦：『竜虎』（1895年、静嘉堂文庫）
    - 横山大観：『屈原』（1898年、厳島神社）
    - 下村観山：『木の間の秋』（1907年、東京国立近代美術館）
    - 菱田春草：『落葉』（1909年、永青文庫）

  - 洋画
    - 高橋由一：『鮭』（1877年頃、東京芸術大学大学美術館）
    - 山本芳翠：『裸婦』（1880年頃、岐阜県美術館）
    - 浅井忠：『春畝』（1888年、東京国立博物館）
    - 原田直次郎：『騎竜観音』（1890年、護国寺）
    - 黒田清輝：『湖畔』（1897年、東京文化財研究所）
    - 青木繁：『海の幸』（1904年、ブリヂストン美術館）
    - 藤島武二：『黒扇』（1909年、ブリヂストン美術館）
    - 萬鉄五郎：『裸体美人』（1912年、東京国立近代美術館）
- 彫刻
  - 高村光雲：『老猿』（1893年、東京国立博物館）
  - 石川光明：『古代鷹狩置物』（1900年、三の丸尚蔵館）
  - 荻原碌山：『女』（1910年、東京国立博物館（石膏原型））
- 建築
  - コンドル：『旧岩崎久弥邸』（1896年）
  - 辰野金吾：『日本銀行本店本館』（1896年）
  - 片山東熊：『赤坂離宮』（1909年）
- 工芸
  - 柴田是真：漆工 － 『富士田子浦蒔絵額面』（1872年、福富太郎コレクション資料室）
  - 鈴木長吉：金工 － 『十二の鷹』（1893年、国立工芸館）
  - 宮川香山：陶磁器 － 『褐釉蟹貼付台付鉢』（1881年、東京国立博物館）
  - 並河靖之：七宝 － 『四季花鳥図花瓶』（1881年、三の丸尚蔵館）

### 大正期～戦前昭和期
明治後期から大正期の美術界は、1910年（明治43年）に創刊された雑誌『白樺』において耽美的・コスモポリタン的な西洋美術や文学が紹介され、日露戦争の勝利に象徴される国力の伸長と相まって、若者の間ではフォーヴィスムやキュビズムなど反自然主義的な前衛画風が好まれ、個性を象徴する自由な表現を求める潮流が見られた。
一方、『白樺』創刊と同じ1910年（明治43年）には幸徳秋水らが大逆罪で死刑となった大逆事件が発生しており、体制側では国家体制の弛緩を憂慮し国家の威信を強化するための統制も行われはじめ、画家や文学者の一部は体制に恭順し、明治後期・大正期の文学・美術界は白樺派に代表される華やかな側面と、国家権力による芸術の統制や戦争・恐慌など時代の閉塞状況を反映し社会意識をもった潮流の二面性を特徴とする。
大正期の洋画界では、前衛美術の影響から自然主義的な官展の画風を嫌い在野の立場から反官展を表明する美術団体の結成が相次いだ。1912年（大正元年）に高村光太郎・斎藤与里らが中心となり、後期印象派やフォーヴィスムの画家が終結したフュウザン会を結成した。1914年（大正3年）には文展洋画部に第二科（新派）の設置を求めていれられなかった石井柏亭、有島生馬らが二科会を結成した。大正4年には岸田劉生らの草土社が結成され、二科会と草土社は双璧となる。1914年（大正３年）、前年死去した岡倉天心を追慕し横山大観、下村観山を中心として日本美術院が再興された。
一方、文部省は官展の停滞を打破するため1919年（大正8年）に帝国美術院を設置し、従来の文展を廃止し新たに帝国美術院展示会（帝展）を開催し、帝展では従来の外光派的写実主義の画家が中心でありつつも、フォーヴィスム等の前衛画風を取り入れた独自のスタイルを生み出していた。
1930年（昭和5年）、児島善三郎・林武・福沢一郎・三岸好太郎らが独立美術協会を結成。日本的フォーヴィスム・シュルレアリスムを志向した。
昭和10年代になると自由な芸術活動に対する制限、弾圧が顕著となる。従軍する芸術家も増加し、またいくつもの美術団体が解散されたり、政府の指導の下にさらに大きな団体に吸収されたりした。1943年（昭和18年）に結成された新人画会の靉光らのように抵抗する活動も見られたが十分なものとはいえなかった。戦時下においては国民の戦意高揚のため、多くの画家が戦争画を描き戦争協力に加わることになった。藤田嗣治、宮本三郎、中村研一らがこれにあたる。
1938年6月27日、大日本陸軍従軍画家協会が結成された。1942年3月19日、全国の日本画家2500人によって日本美術報国会が結成された。同3月、陸海軍は、戦争記録画製作のため、藤田嗣治・中村研一・宮本三郎・小磯良平・安田靫彦・川端龍子・福田豊四郎らの南方各地派遣を決定、4月-5月出発した。12月3日-12月27日、第1回大東亜戦争美術展（府美）、藤田「十二月八日の真珠湾」「シンガポール最後の日」、中村「コタバル」、宮本「山下・パーシバル両司令官会見図」など。
1943年12月8日-1944年1月9日、第2回大東亜戦争美術展（都美術館）、宮本「海軍落下傘部隊メナド攻撃」など。
1944年9月28日、情報局が、公募展の中止などの美術展覧会取扱要綱を発表。二科会・一水会展・新制作派展などが中止。10月6日、二科会解散、以後旺玄社・構造社・日本彫刻家協会・日本木彫家協会・新構造社などが解散。
- 絵画
  - 日本画
    - 富岡鉄斎：『阿倍仲麻呂明州望月』（1914年、辰馬考古資料館）
    - 川合玉堂：『行く春』（1916年、東京国立近代美術館）
    - 村上華岳：『日高河清姫図』（1919年、東京国立近代美術館）
    - 竹内栖鳳：『班猫』（1924年、山種美術館）
    - 土田麦僊：『舞妓林泉』（1924年、東京国立近代美術館）
    - 速水御舟：『炎舞』（1925年、山種美術館）
    - 前田青邨：『洞窟の頼朝』（1929年、大倉集古館）
    - 鏑木清方：『三遊亭円朝』（1929年、東京国立近代美術館）
    - 小林古径：『髪』（1931年、永青文庫）
    - 竹久夢二：『立田姫』（1931年、夢二郷土美術館）
    - 福田平八郎：『漣』（1932年、大阪中之島美術館）
    - 上村松園：『序の舞』（1936年、東京芸術大学大学美術館）
    - 安田靫彦：『黄瀬川陣』（1941年、東京国立近代美術館）

  - 洋画
    - 関根正二：『信仰の悲しみ』（1918年、大原美術館）
    - 小出楢重：『Nの家族』（1919年、大原美術館）
    - 中村彝：『エロシェンコ像』（1920年、東京国立近代美術館）
    - 岸田劉生：『麗子微笑』（1921年、東京国立博物館）
    - 村山知義：『コンストルクチオン』（1925年、東京国立近代美術館）
    - 佐伯祐三：『ガス灯と広告』（1927年、東京国立近代美術館）
    - 古賀春江：『海』（1929年、東京国立近代美術館）
    - 安井曾太郎：『金蓉』（1934年、東京国立近代美術館）
    - 靉光：『眼のある風景』（1938年、東京国立近代美術館）
    - 梅原龍三郎：『紫禁城』（1940年、大原美術館）
    - 小磯良平：『斉唱』（1941年、兵庫県立美術館）
    - 松本竣介：『立てる像』（1942年、神奈川県立近代美術館）
    - 藤田嗣治：『アッツ島玉砕』（1943年、東京国立近代美術館）

  - 版画
    - 棟方志功：二菩薩釈迦十大弟子（1939年、棟方志功記念館ほか）
- 工芸
  - 陶芸
    - 富本憲吉

  - 民藝運動
    - 芹沢銈介
    - 河井寛次郎
- 大正期新興美術運動

## 現代

### 昭和戦後期
- 現代美術
  - 北脇昇：『クォ・ヴァディス』（1949年、東京国立近代美術館）
  - 鶴岡政男：『重い手』（1949年、東京都現代美術館）
  - 岡本太郎：『明日の神話』（1968年-69年）、『太陽の塔』（1970年）
  - 香月泰男
  - 猪熊弦一郎
  - 李禹煥--もの派

- 日本画
  - 東山魁夷：『道』（1950年、東京国立近代美術館）
  - 奥村土牛：『鳴門』（1959年、山種美術館）
- 彫刻
  - 平櫛田中：『鏡獅子』（1958年、国立劇場）
  - 佐藤忠良
  - 舟越保武 - 舟越桂（子）

- 建築
  - 吉田五十八
  - 村野藤吾
  - 前川國男
  - 丹下健三
  - 谷口吉郎 - 谷口吉生
  - 黒川紀章：メタボリズム
  - 安藤忠雄
  - 磯崎新
  - 伊東豊雄
- 写真
  - 木村伊兵衛
  - 土門拳
  - 渡辺義雄

### 昭和後期～平成期
現代美術
- 草間彌生
- 横尾忠則
- 反芸術
  - 篠原有司男
  - 中西夏之
  - 荒川修作
  - 高松次郎
  - 赤瀬川原平

20世紀末から21世紀
- 奈良美智
- 村上隆--スーパーフラット
- 会田誠
- 山口晃
- 天明屋尚--ネオ日本画
- 池田学（画家）

サブカルチャー
- 漫画・アニメ
  - 手塚治虫
  - 宮崎駿
- 特撮
  - 円谷英二
- コンピューターゲーム
  - 宮本茂